# Bosnisch-Herzegowinische Staatsbahnen

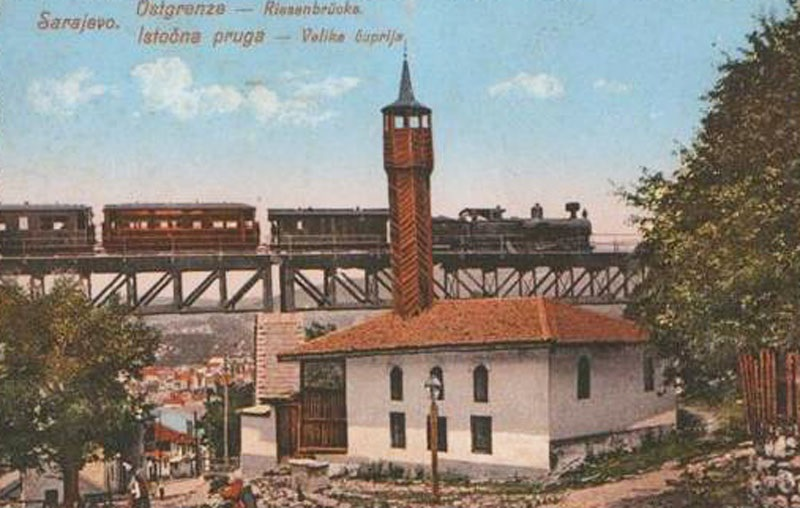
Zug der Bosnisch-Herzegowinischen Staatsbahnen auf der Brücke von Bistrik bei Sarajevo

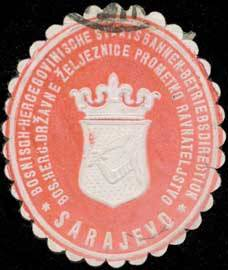
Siegelmarke der Bosnisch-Herzegovinischen Staatsbahnen, Betriebsdirektion Sarajevo

Die Bosnisch-Herzegowinischen Staatsbahnen (BHStB), serbokroatisch Bosanskohercegovačke Državne Željeznice, bis 1895 Bosnisch-Herzegowinischen Staatsbahn (BHStB), waren eine in Bosnien und Herzegowina sowie in Dalmatien tätige Bahngesellschaft im damaligen Österreich-Ungarn und betrieben ein Schmalspurnetz in Bosnischer Spurweite (760 mm). 1908 erfolgte die Umbenennung in Bosnisch-Herzegowinische Landesbahnen (BHLB), serbokroatisch Bosanskohercegovačke Zemaljske Željeznice. Nach dem Zusammenbruch der Habsburger Monarchie kamen die Strecken der BHLB zu den Eisenbahnen des Königreichs der Serben, Kroaten und Slowenen (SHS) und später zu den Jugoslawischen Staatsbahnen (JDŽ/JŽ).

## Geschichte

### k.u.k. Bosnabahn und Bosnisch-Herzegowinische Staatsbahn

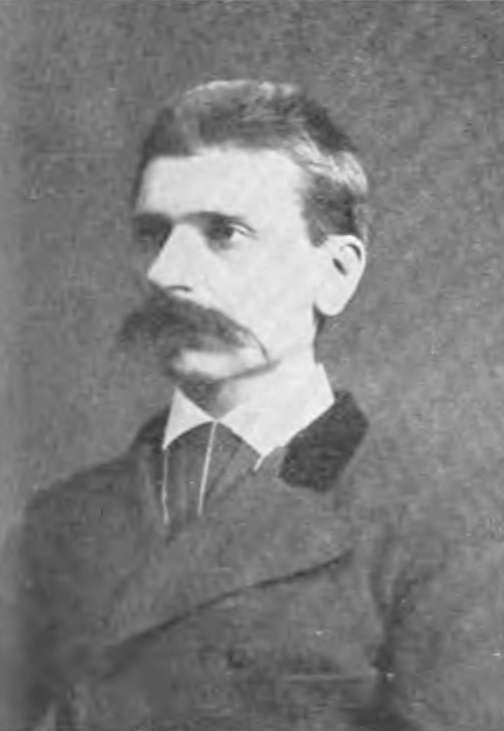
Benjámin Kállay war von 1882 bis 1903 Reichsfinanzminister. Seine Politik trug namhaft zu wirtschaftlichen Aufschwung Bosniens und der Herzegowina bei.

Nachdem im Berliner Kongress 1878 Österreich-Ungarn ermächtigt wurde, Bosnien und die Herzegowina zu besetzen und zu verwalten, baute 1879 die k.u.k. Armee zur Erschließung des Landes eine einfache Rollbahn in Bosnaspur von Bosanski Brod nach Zenica. Die Bahn hatte zunächst nur provisorischen Charakter mit leichtem Oberbau, leistungsschwachen Lokomotiven und kleinen Wagen ohne Federung. Die Baukosten wurden aus dem Okkupationskredit bestritten und betrugen einschließlich der kurzen normalspurigen Verbindungsbahn Slavonski Brod–Bosanski Brod 8 Millionen Gulden. Nach dem Übergang zum zivilen Betrieb trat die nach wie vor unter Militärverwaltung stehende Bahn unter dem Namen k. u. k. Bosnabahn (kkBB) auf.
Österreich und Ungarn ermächtigten die Bosnisch-Herzegowinische Landesverwaltung, die Fortsetzung der Bosnatalbahn von Zenica bis zur Hauptstadt Sarajevo auszuführen. Dazu schuf sie eine unter ihrer Hoheit stehende zivile Eisenbahnorganisation und bezeichnete sie als Bosnisch-Herzegowinische Staatsbahn (BHStB). Somit bestanden in Bosnien für mehr als ein Jahrzehnt zwei getrennte Eisenbahnverwaltungen. Es wurden bereits Überlegungen angestellt, die Bahn in Normalspur zu bauen, was aber nicht finanzierbar war. Der Streckenabschnitt wurde jedoch bereits zu Beginn dauerhaft und mit einem Unterbau für Normalspur gebaut, um eine spätere Umspurung zu erleichtern. Am 4. Oktober 1882 wurde das Teilstück dem öffentlichen Verkehr übergeben. Obwohl das Teilstück der Bosnisch-Herzegowinischen Staatsbahn gehörte, wurde der Betrieb auf der ganzen Linie von Bosanski Brod nach Sarajevo einheitlich von der k.k. Bosnabahn geführt.
Am 29. April 1886 eröffnete die BHStB die Strecke von Doboj durch das Sprečatal zur Industriestadt Dolnj Tuzla und weiter zu den Salinen bei Simin Han. Die Stichstrecke erschloss die Saline, den Ringofen von Tuzla und die Braunkohlegruben von Kreka. Die Baukosten von 1,3 Milliarden Gulden wurden aus den Überschüssen der Landeseinkünfte gedeckt. Auch diese Linie wurde von der k.k. Bosnabahn betrieben.

### Finanzierung der Bahnbauten
Naheliegend war die Anwendung des Staatsbahn- bzw. Landesbahnsystems, weil die Verbesserung der Verkehrsverhältnisse dringend notwendig war und wegen der geringen Aussicht auf Gewinn die Investitionsbereitschaft privater Kapitalgeber fehlte. Die nach zwei verlorenen Kriegen hoch verschuldete Österreichisch-Ungarische Monarchie war jedoch nicht in der Lage, den Bahnbau zu finanzieren. Der Reichsfinanzminister József Szlávy fand die Lösung, indem das Land Bosnien und Herzegowina Darlehen von rund 3,8 Millionen Gulden aus den gemeinsamen Aktiven der Monarchie erhielt – einem Fonds, der beim Österreichisch-Ungarischen Ausgleich entstanden war. So entstand die Praxis, das Bosnien-Herzegowina von der Doppelmonarchie Kredite für Infrastrukturprojekte erhielt, die innerhalb von 60 Jahren durch Steuerüberschüsse getilgt werden mussten.

### Zusammenschluss zu den Bosnisch-Herzegowinischen Staatsbahnen
1894 und 1895 waren Krisenjahre in der Donaumonarchie und in Bosnien konnten aus dem Bahnbetrieb keine Überschüsse zur Amortisation der Darlehen aus den gemeinsamen Aktiven erzielt werden. Mit dem Gesetz vom 15. Juli 1895 wurden die k.u.k. Bosnabahn einschließlich der Verbindungsbahn Slavonski Brod–Bosanski Brod – obwohl letztere weiterhin von den MÁV betrieben wurden – mit der Bosnisch-Herzegowinischen Staatsbahn per 27. Juli 1895 zu den Bosnisch-Herzegowinischen Staatsbahnen (BHStB) vereinigt. Nun bildete die Bosnatalbahn ein Teilstück des Netzes der Bosnisch-Herzegowinischen Staatsbahnen. Die BHStB beschleunigten den bereits von der k.k. Bosnabahn begonnenen Ausbau der ursprünglich nur als Rollbahn gebauten Strecke Bosanski Brod–Zenica. Kurven mit Radien unter 60 Meter wurden gestreckt, Brücken und der Oberbau verstärkt.

### Narentabahn

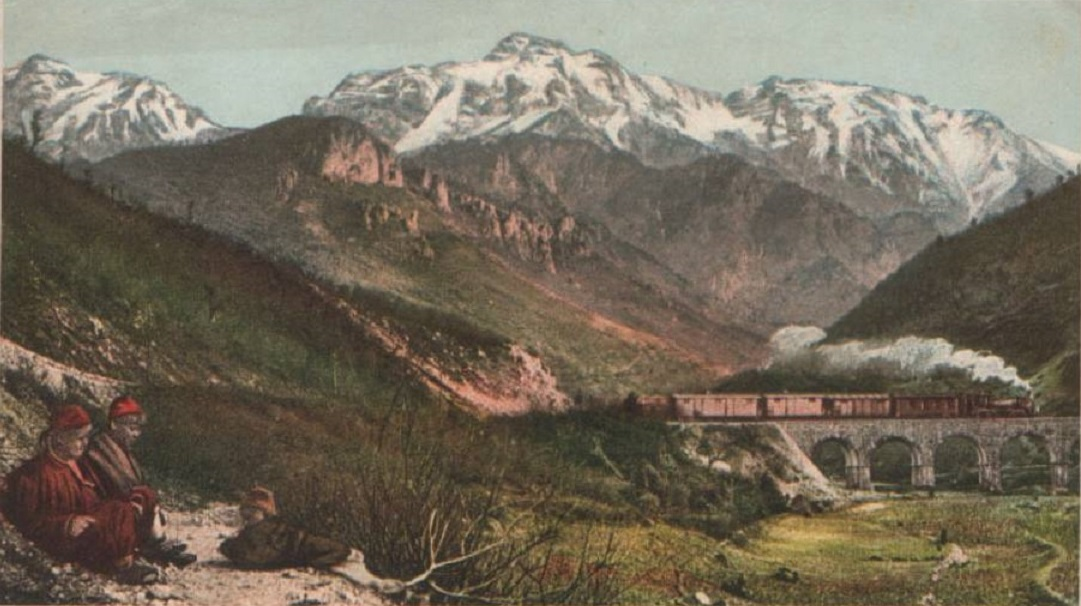
Viadukt der Narentabahn über die Glogošnica bei Prenj (südlich von Jablanica).

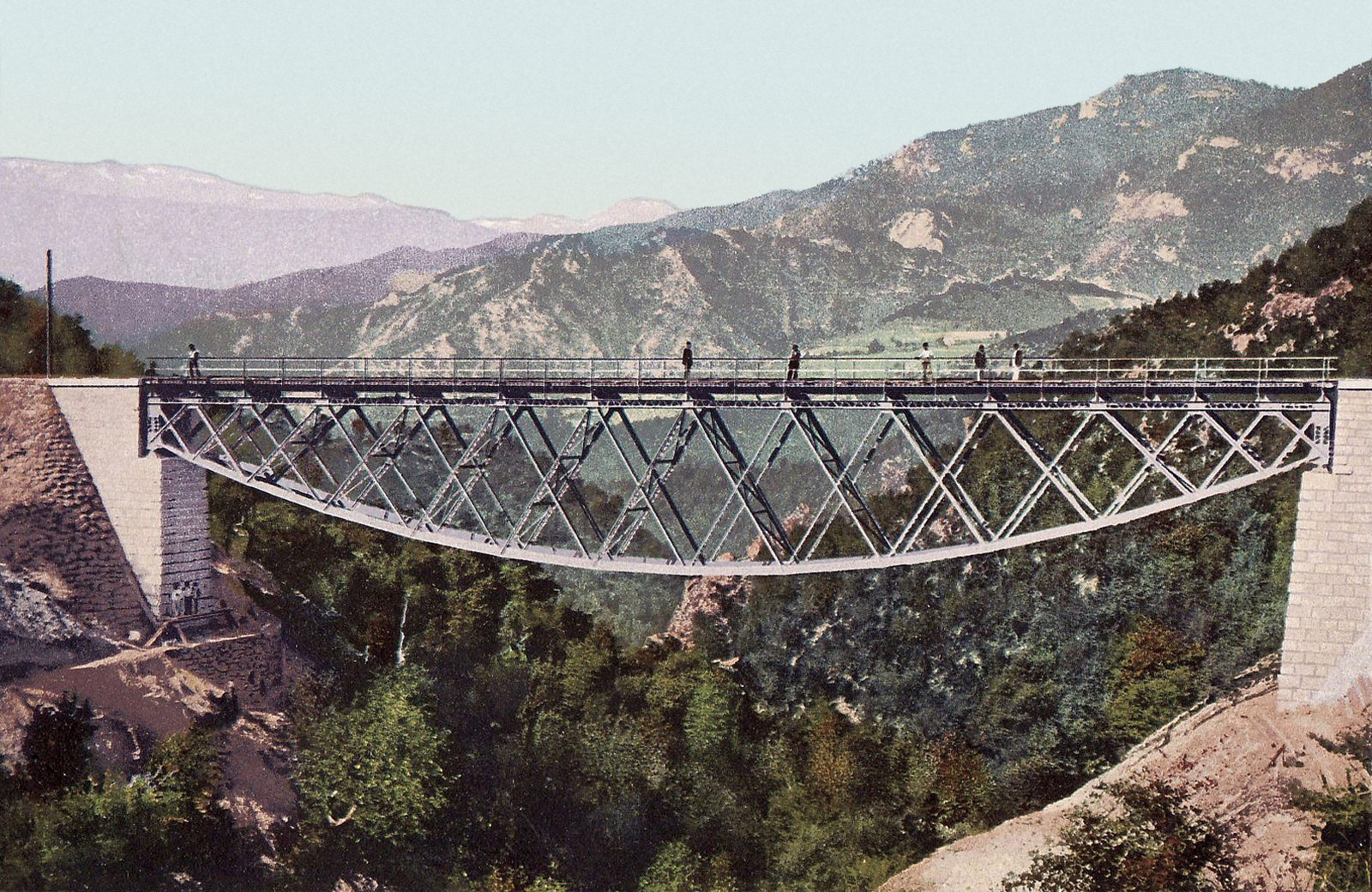
55 Meter hohe Fischbauchbrücke über die Lukaschlucht.

Mit dem Bau der Narentabahn wurde Sarajevo mit Mostar, der größten Stadt der Herzegowina, und dem Narentahafen Metković verbunden. Zuerst wurde die 42,4 Kilometer lange Strecke Mostar–Metković gebaut und am 14. Juni 1885 eröffnet. Die Kosten dieser Bahnstrecke von 1,7 Millionen Gulden wurden mit Hilfe eines Darlehens beschafft. Der 134,7 Kilometer lange Abschnitt der Gebirgsbahn von Mostar nach Sarajevo überwand in einer Seehöhe von 876 m ü. M. den Ivanpass, der mit einem Scheiteltunnel von 648 Meter Länge durchfahren wurde. Die Rampenabschnitte auf beiden Seiten des Ivantunnels wurden mit dem Zahnstangensystem Abt mit einer Höchststeigung von 60 ‰ überwunden. Auch dieses Teilstück wurde mit einem Darlehen finanziert, die Baukosten betrugen 8,3 Millionen Gulden. Die Linie Mostar-Sarajevo wurde in vier Teilstrecken eröffnet: Mostar–Ostrožac am 22. August 1888, Ostrožac–Konjic (Konjica) am 10. November 1889, Sarajevo–Ilidža am 1. Mai 1890 und Ilidža–Konjic am 1. August 1891.

### Bahn über den Komarpass

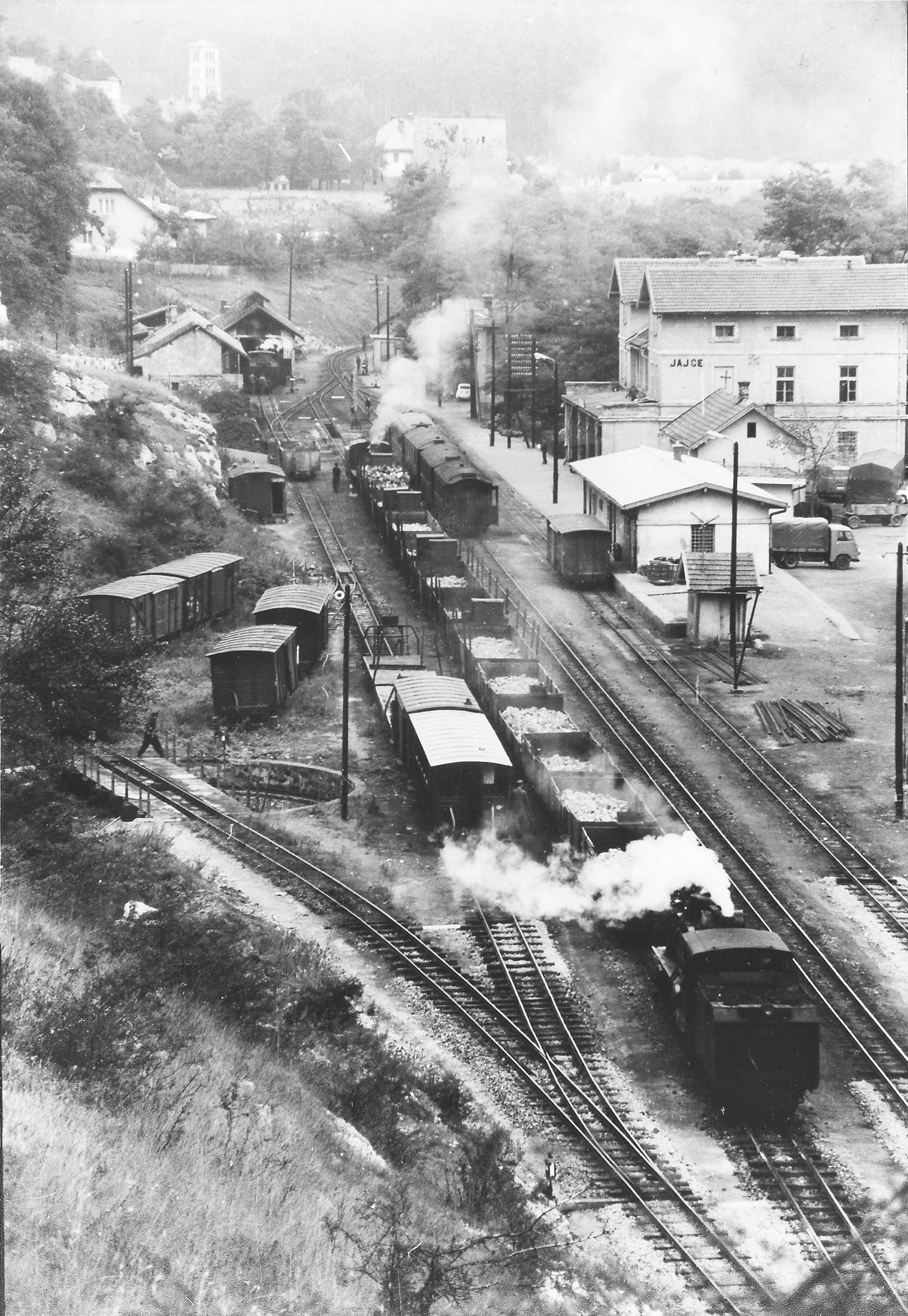
Bahnhof Jajce

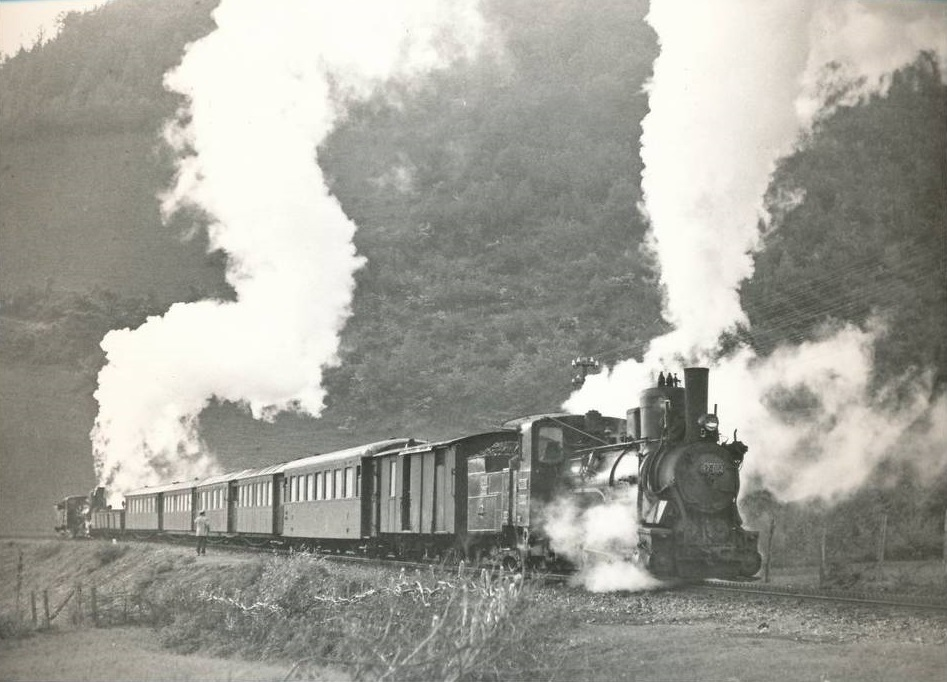
Personenzug mit Schiebelokomotive auf der Zahnstangenrampe am Komarsattel.

1893 bis 1894 nahmen die BHStB die Strecke von der Abzweigestation Lašva an der Bosnabahn über Travnik Lašvatal und weiter über den Komarsattel (Komar sedlo) in das Vrbastal nach Donji Vakuf mit Verzweigungen nach Jajce und Bugojno in Betrieb. Für den Auf- und Abstieg zum 1362 Meter langen Komartunnel diente das Zahnstangensystem Abt mit einer Höchststeigung von 45 ‰. Die Finanzierung dieses Bahnbaus erfolgte durch ein Darlehen von 7,3 Millionen Gulden. Die Strecke diente in erster Linie dem Holztransport.

Eine Weiterführung nach Split verhinderte die ungarische Regierung, weil sie darin eine Konkurrenz zu ihrer Bahnstrecke Zagreb–Rijeka befürchtete. Zusätzlich zur Narentabahn entstand über die private Steinbeisbahn von Jajce über Srnetica nach Knin eine zweite Verbindung zur Adria, welche allerdings durch große Steigungen und enge Radien nur beschränkt leistungsfähig war.

### Dalmatinerbahn

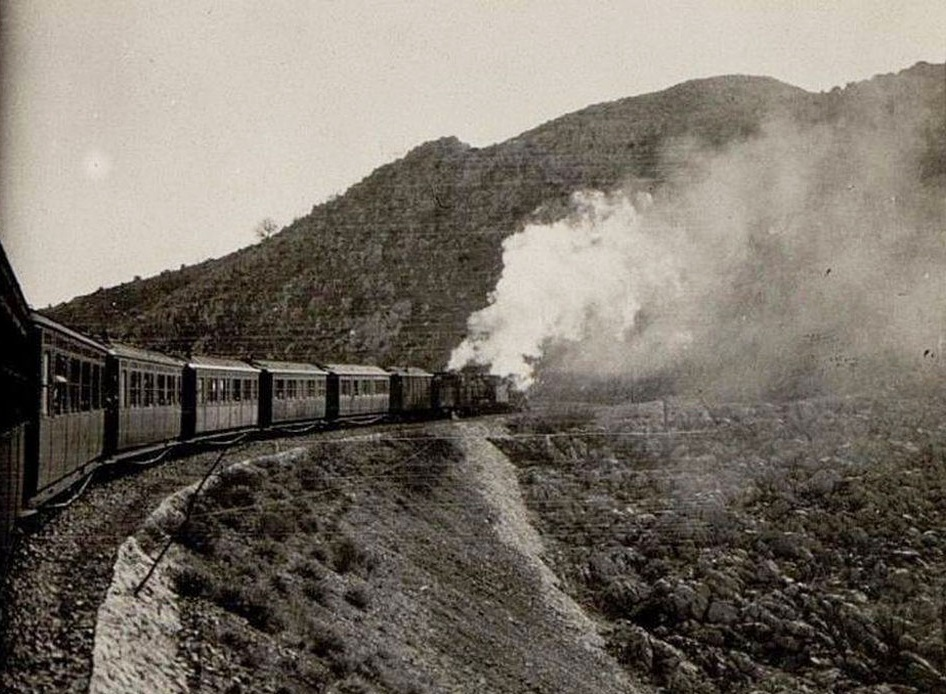
Reisezug mit Vorspannlokomotive auf der Dalmatinerbahn bei Cavtat.

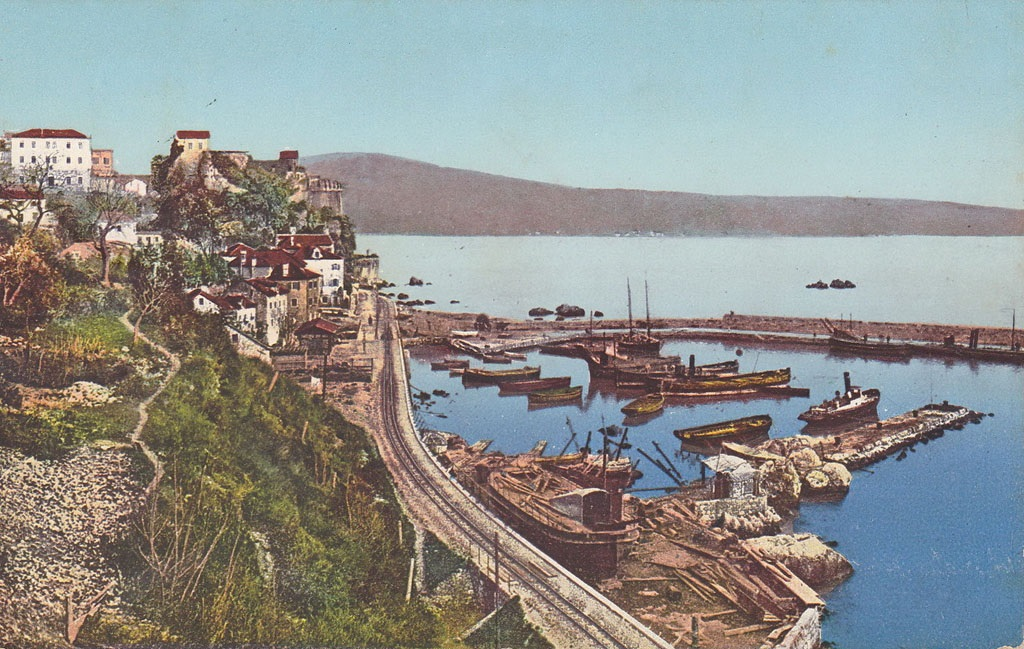
Bei Herceg Novi bot die Dalmatinerbahn einen reizvollen Ausblick auf das Meer.

Weil im österreichischen Königreich Dalmatien ein großer Teil des Verkehrs mit Schiffsverbindungen an der nördlichen Adriaküste abgedeckt wurde, befürchtete die k.u.k. Armeeführung im Fall eines Angriffs durch Italien, dass Dalmatien von Österreich abgeschnitten gewesen wäre. Die  Bosna- und Narentabahn stellten ab 1891 eine Landverbindung nach Österreich-Ungarn her.

Die parallel zur Küste Dalmatiens verlaufende Dalmatinerbahn zweigte in Gabela von der Narentabahn ab und verlief im Karst über Hum bis zur Landesgrenze bei Uskoplje und in Dalmatien weiter zum damaligen Marinehafen Zelenika in der Bucht von Kotor (Bucht von Cattaro). Von Uskoplje führte eine Flügelstrecke nach Gruž, dem Hafen von Dubrovnik. Die Stichstrecke von Hum zur Stadt Trebinje diente der Versorgung der an der montenegrinischen Grenze gelegenen Garnison. Die extrem heißen Temperaturen im Sommer, die eisigen Winde und sintflutartige Regengüsse im Herbst und Winter machten die Arbeiten äußerst schwierig. Die Baukosten von 11 Millionen Gulden wurden durch die Aufnahme eines Darlehens gedeckt. Die Betriebseröffnung erfolgte am 16./17. Juli 1901.

### Bosnische Ostbahn

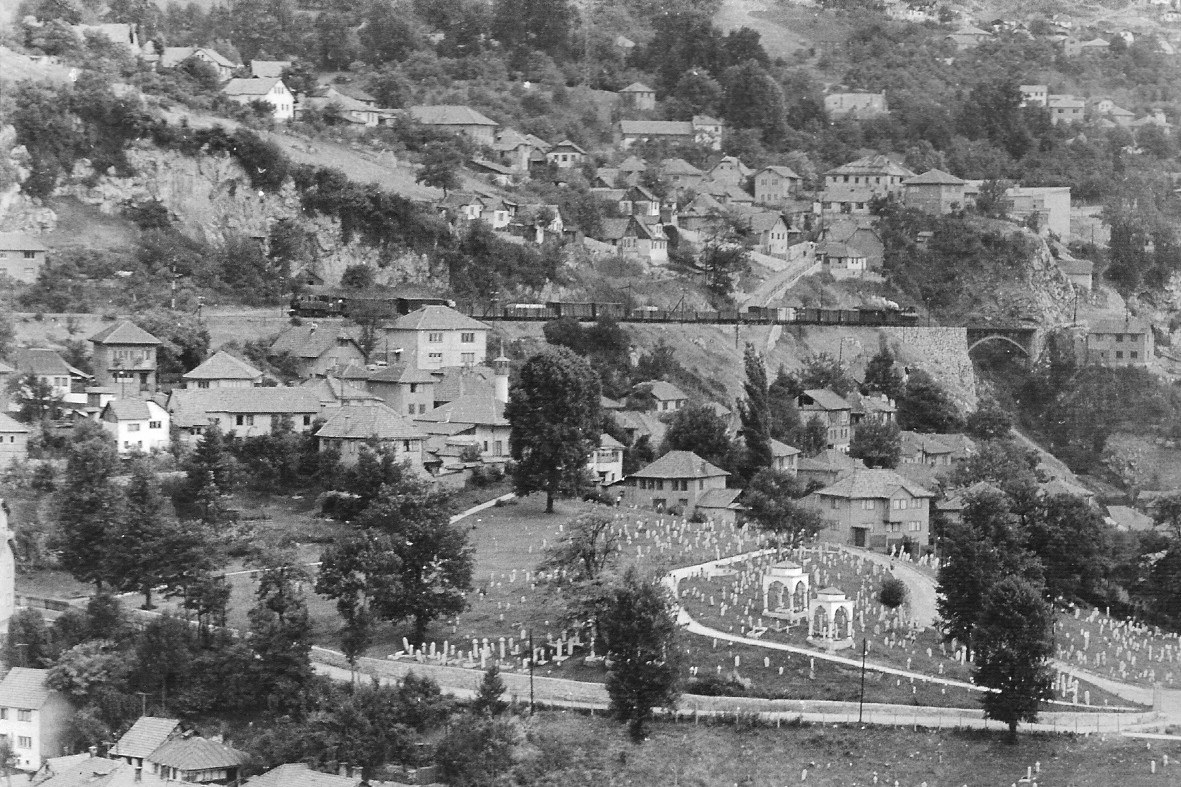
Talwärts fahrender Güterzug auf der Bosnischen Ostbahn bei Bistrik

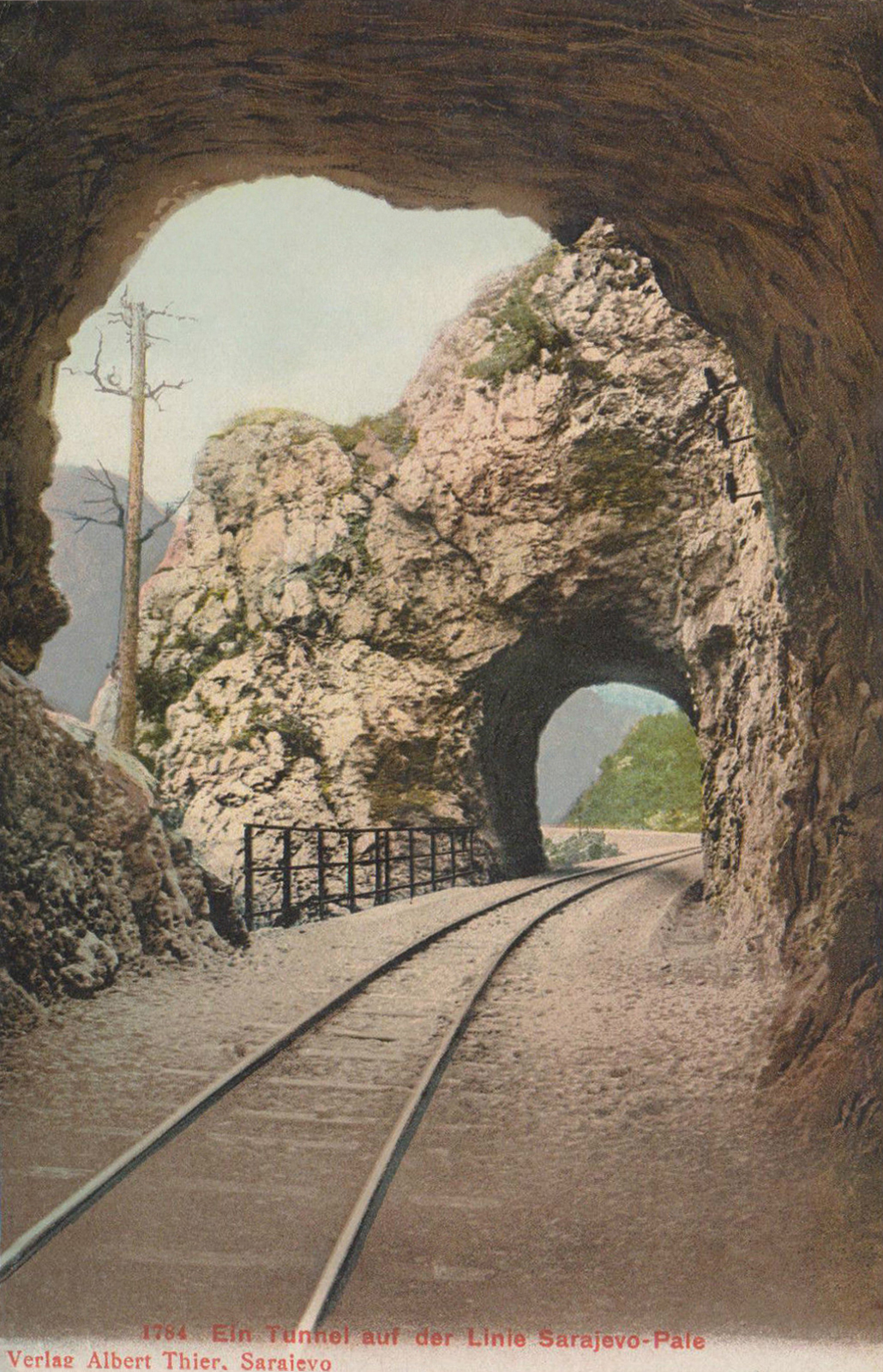
Die Bosnische Ostbahn zeichnete sich durch eine spektakuläre Linienführung aus. Tunnel Nr. 7 und 6 in Richtung Pale.

1900 schlug Benjámin Kállay der österreichischen und ungarischen Regierung die Errichtung einer normalspurigen Magistralverbindung durch Bosnien und den Sandschak nach Novi Pazar vor. Wegen des Widerstands Ungarns, sich an der Finanzierung dieser Verbindung zu beteiligen, einigte man sich auf den Bau der schmalspurigen Bosnischen Ostbahn von Sarajevo nach Uvac an der bosnisch-osmanischen Grenze und nach Vardište an der serbischen Grenze. Im Juni 1902 wurde die bosnisch-herzegowinische Verwaltung ermächtigt, für diesen Bahnbau ein Darlehen von 37,5 Millionen Gulden aufzunehmen.
Die Trasse der Bosnischen Ostbahn stieg von Sarajevo im Miljackatal aufwärts bis zur Wasserscheide an der Jahorina, die mit einem 850 Meter langen Scheiteltunnel in der Seehöhe von 946 m ü M. unterquert wurde. Von da folgte die Bahn dem Lauf der Prača ins Drinatal. Bei der Mündung des Lim verließ die zur osmanischen Grenze führende Hauptlinie das Drinatal und folgte dem Lim aufwärts bis zur Landesgrenze bei Uvac. Die Flügelstrecke zur serbischen Grenze führte von der Limmündung in die Drina abwärts bis Višegrad und weiter bis zur Landesgrenze bei Vardište.

Für den Bau dieser Gebirgsbahn mussten über 100 Tunnel und Galerien, eine große Anzahl hoher Stützmauern und zahlreiche Brücken erstellt werden. Die Schmalspurbahn mit dem Unterbau für Normalspur hatte eine Höchststeigung von 18 ‰. 1906 wurde die Bosnische Ostbahn dem Verkehr übergeben.

### Umbezeichnung in Bosnisch-Herzegowinische Landesbahnen
Durch die am 5. Oktober 1908 erfolgte Annexion Bosniens und der Herzegowina wurden die bis dahin völkerrechtlich zum Osmanischen Reich gehörigen Gebiete auch de jure durch beide Reichshälften gemeinsam verwaltet. Im Zuge der Annexion erfolgte die Erlassung einer Verfassung und die Einrichtung eines Landtags. Auf Forderung Ungarns erfolgte am 2. Dezember 1908 die Umbenennung der Bosnisch-Herzegowinischen Staatsbahnen in Bosnisch-Herzegowinische Landesbahnen (BHLB). Die Regierung in Budapest argumentierte, dass es in der Monarchie nur zwei Staaten, Österreich und Ungarn, gibt.

### Nicht realisierte Ausbaupläne und Übernahme der k.u.k. Militärbahn

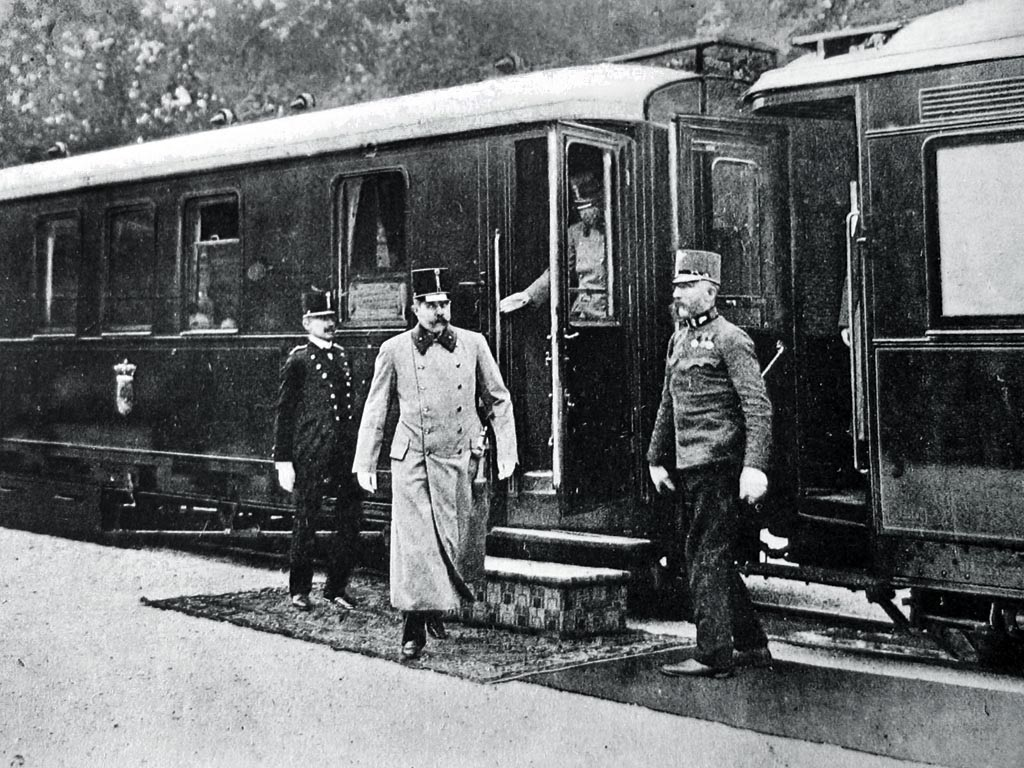
Erzherzog Ferdinand reiste am 25. Juni 1914 mit den BHLB nach Sarajevo, hier beim Aussteigen in Bad Ilidže. Drei Tage später wurde er beim Attentat von Sarajevo ermordet.

Um die Jahrhundertwende wurden in der Fachliteratur die Kostenvorteile der teilweise mit Zahnradantrieb versehen Bahnen in Bosnischer Spurweite betont und behauptet, dass sie in ihrer Leistungsfähigkeit den Normalspurbahnen kaum nachstanden. Tatsächlich zeigte sich bereits 1908 im Zuge der Annexionskrise und wieder 1912/13 während der Balkankriege die unzulängliche Kapazität der bosnisch-herzegowinischen Schmalspurbahnen.
Der Generalstab der k.u.k. Armee entwarf 1909 in militärisches Eisenbahnbauprogramm, das den Bau der Normalspurlinie Šamac–Sarajevo und die Verlängerung der normalspurigen k.u.k. Militärbahn Banjaluka–Dobrlin nach Rama mit Anschluss an die schmalspurige Narentabahn beinhaltete. Finanzprobleme, beschränkte Möglichkeiten auf dem österreichisch-ungarischen Kapitalmarkt und anhaltende Streitereien im Landtag von Bosnien und Herzegowina verhinderten die Realisierung dieser oder anderer Ausbaupläne des Streckennetzes wie z. B. die Sandschakbahn mit dem Fernziel Thessaloniki. Der Umstellung auf Regelspur blieb den Jugoslawischen Staatsbahnen (JDŽ/JŽ) nach dem Zweiten Weltkrieg vorbehalten.
Weil die bosnisch-herzegowinische Landesregierung eine Übergabe der k.u.k. Militärbahn Banjaluka–Dobrlin ins Eigentum des Landes forderte, wurde in einem Gesetz vom 6. März 1913 die normalspurige Militärbahn per 1. Juli 1915 an die Bosnisch-Herzegowinische Landesbahnen abgetreten.

### Erster Weltkrieg

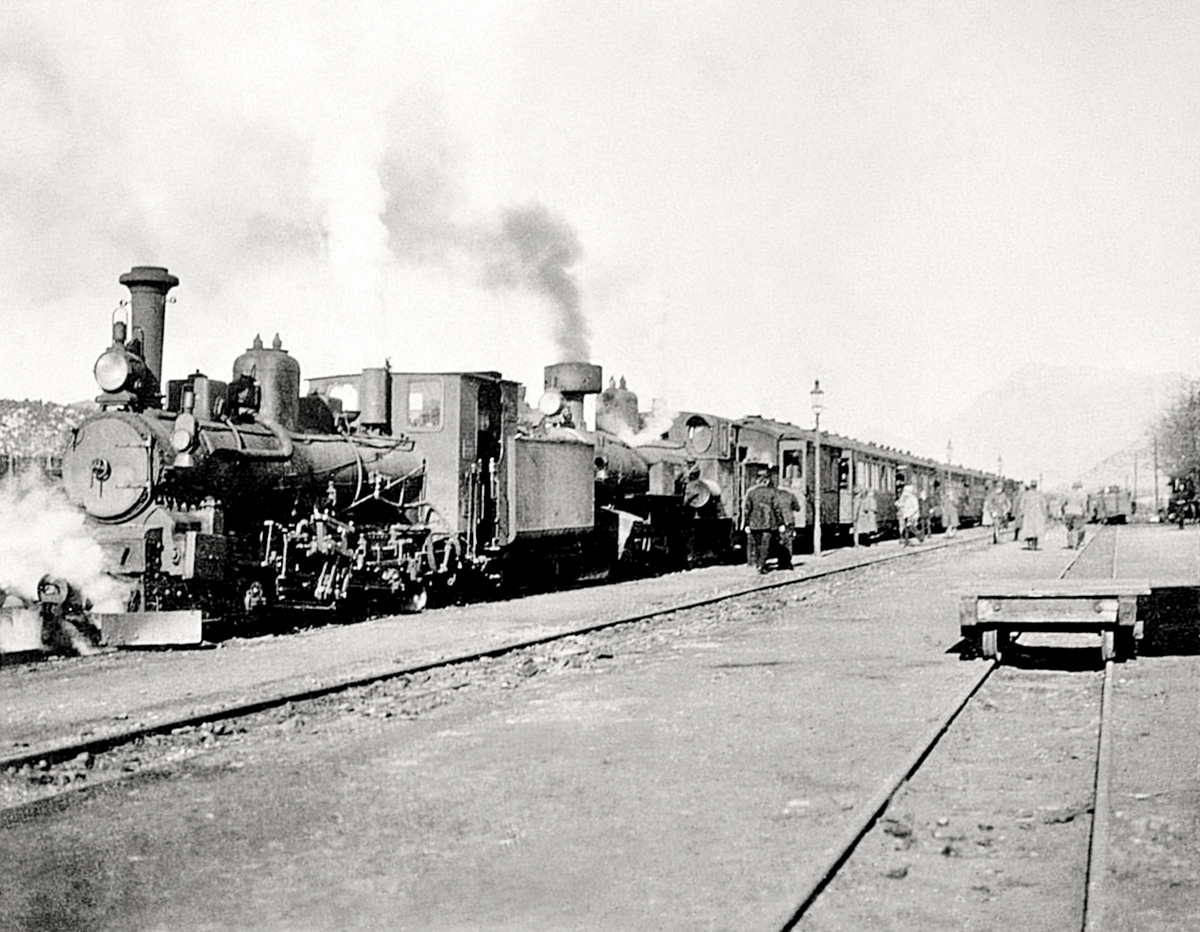
Fahrt des österreichisch-ungarischen Armeekommandos nach Kotor am 12. Februar 1916 bei der Mittagspause im Bahnhof Hum

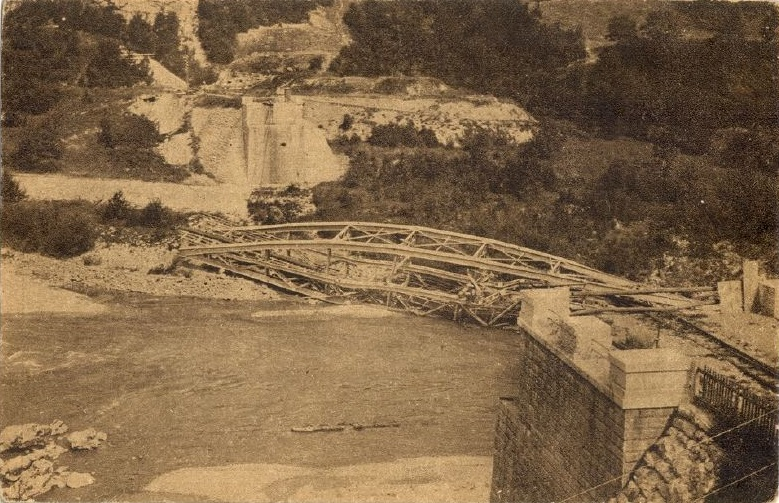
Als die serbische Armee im September 1914 einen Angriff auf Sarajevo begann, wurde am 18. September die Bosnische Ostbahn evakuiert und die 130 m lange Bogenbrücke über die Drina gesprengt. Nach der Rückeroberung der Ostbahn im November 1915 begann der Wiederaufbau.

Für die Kriegsführung mit Massenheeren zu Beginn des 20. Jahrhunderts waren rasche Transporte durch die Eisenbahn eine wichtige Voraussetzung. Ziel der Operationen gegen Serbien zwischen August und Dezember 1914 wäre ein rascher und entscheidender Sieg gewesen, der jedoch wegen der beschränkten Kapazität der bosnisch-herzegowinischen Schmalspurbahnen nicht erzielt wurde. Die österreichisch-ungarischen Truppen litten unter dem Mangel an Verpflegung, warmer Bekleidung und Munition. Für den Nachschub an die serbische Grenze mussten in Bosanski Brod sämtliche Transportgüter auf die Schmalspur umgeladen werden. Notwendig für Truppentransporte und Nachschub wäre eine normalspurige Eisenbahnverbindung an die Ost- und Südgrenze Bosnien-Herzegowinas gewesen. Österreich und Ungarn wurden somit Opfer ihrer jahrelangen kurzsichtigen Eisenbahnpolitik.
Die erfolglosen Kämpfe von 1914 hatten die serbische und die k.u.k. Armee so erschöpft, dass für ein dreiviertel Jahr weitere Kämpfe ausblieben und die BLBH vom militärischen Verkehr weitgehend befreit waren. Der Feldzug 1916 in Richtung Montenegro führte wieder zu großen Transportproblemen. Wegen des Ernteausfalls im Herbst 1915 wurde Lebensmittelversorgung zu einer Hauptaufgabe der BHLB. Einschneidend war der Mangel an einsatzfähigen Triebfahrzeugen. Ebenfalls 1915 vermeldete die Fachzeitschrift Die Lokomotive die Ausrüstung eines Zuges der BHLB als Panzerzug.
Die vielen schadhaften und auf Revisionen wartenden Lokomotiven führten zu Verkehrseinschränkungen, zudem standen viele Maschinen kurz vor Fristablauf. Dank der einheitlichen Spurweite von 760 mm konnten Schmalspurlokomotiven aus verschiedenen Teilen Deutschösterreichs zusammengezogen werden. Im März 1916 ging nach der Eroberung Montenegros der Militärverkehr zurück und die Lieferung von Mallet-Nassdampf-Tenderloks der Reihe VIc7 durch Henschel führte zu einer weiteren Entspannung.
Nicht lösbar war der zunehmende Mangel an Zahnradlokomotiven. Die Revisionsrückstände durch Personal- und Materialmangel betrugen zwei Jahre und neue Zahnradlokomotiven waren nicht lieferbar. Die harten Kriegsjahre zerrten an den Kräften der Eisenbahner, führten zu einer steigenden Zahl von Unfällen und eine Trockenheit zerstörte 1917 den größten Teil der Ernte. Wie in anderen Teilen der Monarchie war ein Systemzusammenbruch nicht mehr abwendbar. Mit dem Ersten Weltkrieg endete auch die Existenz der BHLB.

### Entwicklung nach dem Zusammenbruch Österreich-Ungarns

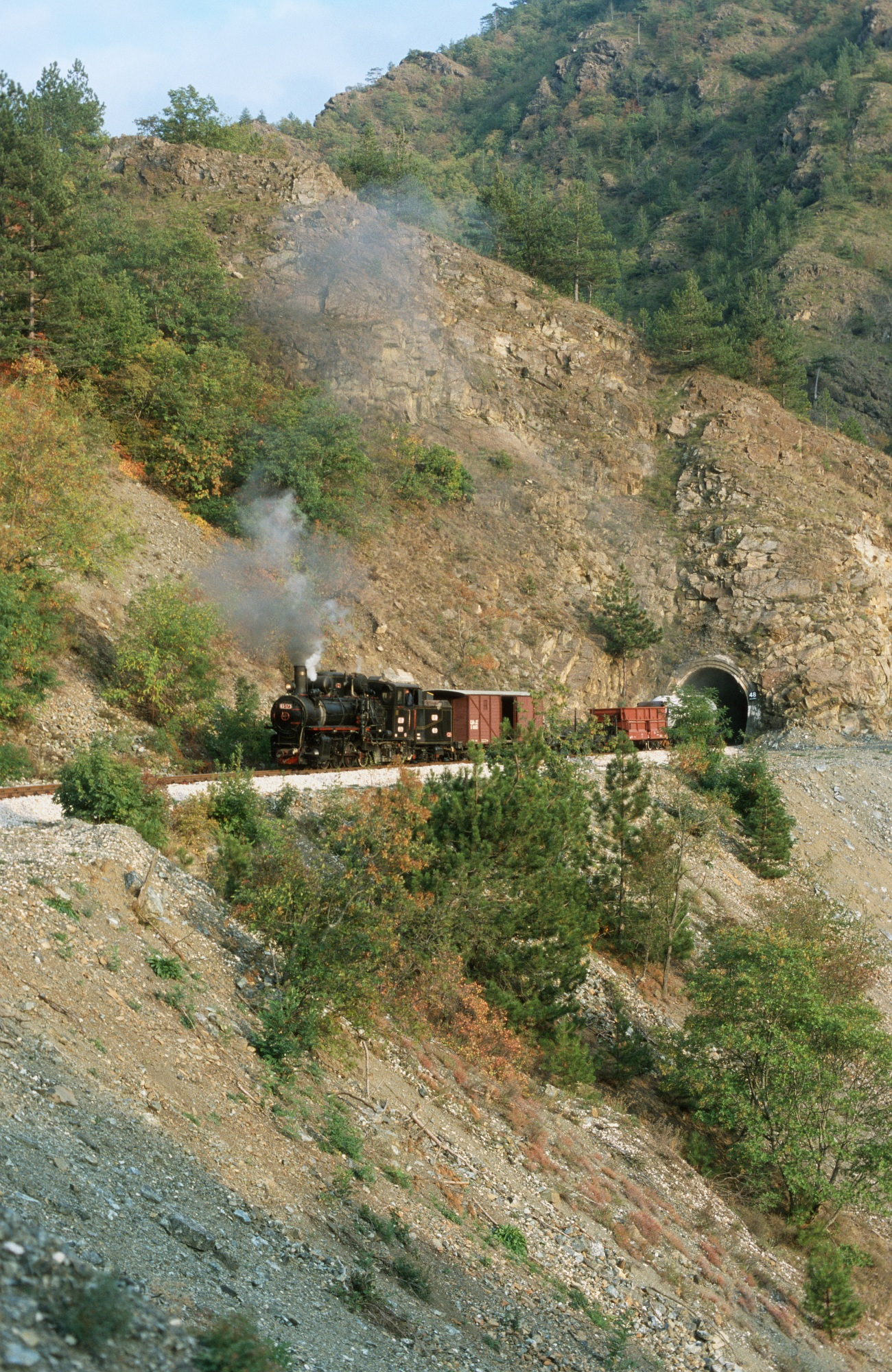
Seit 2001 wird ein Teilstück der Šarganbahn als Museumsbahn Šarganska osmica betrieben.

Nach dem Zusammenbruch der Habsburger Monarchie wurden die BHLB ein Teil der Eisenbahnen des Königreichs der Serben, Kroaten und Slowenen (SHS). 1929 wurden daraus die Jugoslovenske Državne Železnice (JDŽ, Jugoslawische Staatsbahnen) und 1954 die Jugoslovenske Železnice (JŽ, Jugoslawische Eisenbahnen). Die Schmalspurzüge bzw. deren Dampflokomotiven wurden im jugoslawischen Volksmund allgemein „Ćiro“ genannt, aber auch im 21. Jahrhundert ist der Ausdruck immer noch verbreitet.
Nach der Gründung des Königreichs Jugoslawien nach dem Ersten Weltkrieg wurden die Schmalspurnetze in Bosnien-Herzegowina und Serbien durch die Šarganbahn verbunden, womit ein zusammenhängendes Schmalspurnetz beachtlicher Größe entstand. Durchgehende Schnellzüge fuhren von Belgrad über Sarajevo nach Dubrovnik auf schmaler Spur.
Nach dem Zweiten Weltkrieg hatten die jugoslawischen Schmalspurbahnen zunächst noch eine große Bedeutung, konnten aber den Verkehrsbedürfnissen zunehmend nicht mehr genügen. Zudem litten sie je länger je mehr unter der Konkurrenz durch den Straßenverkehr. Die Hauptlinien des Schmalspurnetzes wurden auf Normalspur umgebaut oder neu trassiert (Abschnitte Šamac–Doboj und Sarajevo–Ploče), auf den Nebenstrecken wurde der Betrieb in den 1960er- und 1970er-Jahren eingestellt.

## Kritik
Obwohl in manchen eisenbahntechnischen Publikationen das Schmalspurnetz in Bosnien und Herzegowina als technische Großleistung beschrieben wird, stellen sich die Auswirkungen aus historischer Sicht anders dar. Weil in der Zeit um die Jahrhundertwende Ausbaumaßnahmen unterblieben, genügten die bosnisch-herzegowinischen Schmalspurbahnen weder den Verkehrsbedürfnissen Österreichs während des Ersten Weltkriegs noch denen des jugoslawischen Nachfolgestaates. Zur Zeit ihres Baus waren die Schmalspurbahnen allerdings aus finanziellen und teilweise auch politischen Gründen alternativlos.

## Streckennetz
| \| von Slavonski Brod Bosanski Brod[A 1] \| \| \| \| \| \| \| \| Doboj \| Doboj \| \| \| \| Gračanica \| Gračanica \| \| Usoratalbahn \| Usoratalbahn \| \| \| \| Karanovac \| Karanovac \| \| Žepče \| Žepče \| \| \| \| Tuzla \| Tuzla \| \| Zenica \| Zenica \| \| \| \| Simin Han \| Simin Han \| \| Steinbeisbahn Jajce \| Steinbeisbahn Jajce \| \| \| \| Janjići \| Janjići \| \| Donji Vakuf Komar \| Donji Vakuf Komar \| \| \| \| Travnik \| Travnik \| \| Bugojno \| Bugojno \| \| \| \| Lašva \| Lašva \| \| \| \| \| \| \| Vareš \| \| \| Podlugovi \| Podlugovi \| \| \| \| Ivančići \| Ivančići \| \| Vogošća \| Vogošća \| \| \| \| Čevljanovići \| Čevljanovići \| \| \| \| \| \| \| Vardište \| \| \| Alipašin Most Sarajevo \| Alipašin Most Sarajevo \| \| \| \| Dobrun \| Dobrun \| \| Ilidža \| Ilidža \| \| \| \| Višegrad \| Višegrad \| \| Ilidža Banja \| Ilidža Banja \| \| \| \| Jahorina Međeđa \| Jahorina Međeđa \| \| Ivan \| Ivan \| \| \| \| Uvac \| Uvac \| \| Konjic (Konjica) \| \| \| \| \| \| \| \| Ostrožac \| \| \| \| \| \| \| \| Mostar \| Mostar \| \| \| \| Zelenika \| Zelenika \| \| Gabela \| Gabela \| \| \| \| Trebinje Glavska \| Trebinje Glavska \| \| \| \| \| \| \| Hum Uskoplje \| \| \| Metković \| Metković \| \| \| \| Gruž[A 4] (Dubrovnik[A 5]) \| Gruž[A 4] (Dubrovnik[A 5]) \| \| Ohne Zwischenstationen und ohne Anschlussbahnen. \| \| \| \| \| \| \| |                        |  |  |  |                  |                  |
| von Slavonski Brod Bosanski Brod |                        |  |  |  |                  |                  |
| Doboj | Doboj                  |  |  |  | Gračanica        | Gračanica        |
| Usoratalbahn | Usoratalbahn           |  |  |  | Karanovac        | Karanovac        |
| Žepče | Žepče                  |  |  |  | Tuzla            | Tuzla            |
| Zenica | Zenica                 |  |  |  | Simin Han        | Simin Han        |
| Steinbeisbahn Jajce | Steinbeisbahn Jajce    |  |  |  | Janjići          | Janjići          |
| Donji Vakuf Komar | Donji Vakuf Komar      |  |  |  | Travnik          | Travnik          |
| Bugojno | Bugojno                |  |  |  | Lašva            | Lašva            |
| |                        |  |  |  | Vareš            |                  |
| Podlugovi | Podlugovi              |  |  |  | Ivančići         | Ivančići         |
| Vogošća | Vogošća                |  |  |  | Čevljanovići     | Čevljanovići     |
| |                        |  |  |  | Vardište         |                  |
| Alipašin Most Sarajevo | Alipašin Most Sarajevo |  |  |  | Dobrun           | Dobrun           |
| Ilidža | Ilidža                 |  |  |  | Višegrad         | Višegrad         |
| Ilidža Banja | Ilidža Banja           |  |  |  | Jahorina Međeđa  | Jahorina Međeđa  |
| Ivan | Ivan                   |  |  |  | Uvac             | Uvac             |
| Konjic (Konjica) |                        |  |  |  |                  |                  |
| Ostrožac |                        |  |  |  |                  |                  |
| Mostar | Mostar                 |  |  |  | Zelenika         | Zelenika         |
| Gabela | Gabela                 |  |  |  | Trebinje Glavska | Trebinje Glavska |
| |                        |  |  |  | Hum Uskoplje     |                  |
| Metković | Metković               |  |  |  | Gruž (Dubrovnik) | Gruž (Dubrovnik) |
| Ohne Zwischenstationen und ohne Anschlussbahnen. |                        |  |  |  |                  |                  |

| Nr.   | Bahnstrecke | Streckenabschnitt                               | Eröffnung      | Bemerkung                                                                           | Betriebslänge                      | Eigentumslänge                     |
| ----- | --- | ----------------------------------------------- | -------------- | ----------------------------------------------------------------------------------- | ---------------------------------- | ---------------------------------- |
| 1. a) | Bosnabahn | Bosanski Brod – Doboj – Žepče                   | 22. April 1879 | gebaut durch k.k. Bosnabahn (kkBB), am 27. Juli 1895 von den BHStB übernommen       | gebaut: 189,7 km um 1912: 185,8 km | gebaut: 268,3 km um 1912: 264,1 km |
| 1. a) | Bosnabahn | Žepče – Zenica                                  | 8. Juni 1879   | gebaut durch k.k. Bosnabahn (kkBB), am 27. Juli 1895 von den BHStB übernommen       | gebaut: 189,7 km um 1912: 185,8 km | gebaut: 268,3 km um 1912: 264,1 km |
| 1. a) | Bosnabahn | Zenica – Lašva – Podlugovi – Vogošća – Sarajevo | 4. Okt. 1882   | gebaut durch k.k. Bosnabahn (kkBB), am 27. Juli 1895 von den BHStB übernommen       | gebaut: 78,6 km um 1912: 78,3 km   | gebaut: 268,3 km um 1912: 264,1 km |
| b)    | Montanbahn Vogošća – Čevljanovići                                                                                      | Montanbahn Vogošća – Čevljanovići               | 26. Jän. 1885  | Betrieb auf Rechnung der „Gewerkschaft Bosna“ bis 1895 durch kkBB, dann durch BHStB | 20,5 km                            |                                    |
| b)    | Fortsetzung | Čevljanovići – Ivančići                         | 15. Mai 1894   | Betrieb auf Rechnung der „Gewerkschaft Bosna“ bis 1895 durch kkBB, dann durch BHStB | 1,9 km                             |                                    |
| c)    | Doboj – Karanovac – Tuzla – Simin Han                                                                                  | Doboj – Karanovac – Tuzla – Simin Han           | 29. April 1886 | Eigentum der BHStB, bis 1895 Betrieb durch kkBB                                     | 66,7 km                            | 71,7 km                            |
| c)    | Stichstrecke | Karanovac – Gračanica                           | 14. Jän. 1898  |                                                                                     | 5,0 km                             | 71,7 km                            |
| d)    | Schleppbahn Podlugovi – Vareš                                                                                          | Schleppbahn Podlugovi – Vareš                   | 7. Nov. 1895   | Betrieb auf Rechnung des Eisenwerks Vareš                                           | 22,5 km                            |                                    |
| 2.    | Narentabahn | Mostar – Gabela – Metković                      | 14. Juni 1885  |                                                                                     | 42,4 km                            | 178,4 km                           |
| 2.    | Narentabahn | Mostar – Ostrožac                               | 22. Aug. 1888  | 65,9 km                                                                             |                                    | 178,4 km                           |
| 2.    | Narentabahn | Ostrožac – Konjic                               | 10. Nov. 1889  | 13,0 km                                                                             |                                    | 178,4 km                           |
| 2.    | Narentabahn | Sarajevo – Ilidža                               | 1. Mai 1890    | 7,3 km                                                                              |                                    | 178,4 km                           |
| 2.    | Narentabahn | Ilidža – Konjic                                 | 1. Aug. 1891   | Zahnradbetrieb auf dem Abschnitt Pazarić – Konjic                                   | 48,5 km                            | 178,4 km                           |
| 2.    | Narentabahn | Ilidža – Ilidža Banja                           | 28. Juni 1892  | Stichstrecke nach Bad Ilidža                                                        | 1,3 km                             | 178,4 km                           |
| 3.    | Bahn über den Komarpass                                                                                                | Lašva – Travnik                                 | 26. Aug. 1893  |                                                                                     | 30,1 km                            | 104,4 km                           |
| 3.    | Bahn über den Komarpass                                                                                                | Travnik – Donji Vakuf – Bugojno                 | 14. Okt. 1894  | Zahnradbetrieb auf dem Abschnitt Goleš – Oborci                                     | 40,7 km                            | 104,4 km                           |
| 3.    | Bahn über den Komarpass                                                                                                | Donji Vakuf – Jajce                             | 1. Mai 1895    |                                                                                     | 33,6 km                            | 104,4 km                           |
| 4.    | Dalmatinerbahn | Gabela – Hum – Uskoplje                         | 16. Juli 1901  |                                                                                     | 93,0 km                            | 130,7 km                           |
| 4.    | Dalmatinerbahn | Hum – Trebinje                                  | 17. Juli 1901  | 16,7 km                                                                             |                                    | 130,7 km                           |
| 4.    | Dalmatinerbahn | Uskoplje – Glavska                              | 16. Juli 1901  | 21,0 km                                                                             |                                    | 130,7 km                           |
| 4.    | Dalmatinerbahn | Glavska – Zelenika                              | 16. Juli 1901  | Eigentum der kkStB, Betrieb durch BHStB                                             | 53,4 km                            |                                    |
| 4.    | Dalmatinerbahn | Uskoplje – Gruž (Dubrovnik)                     | 17. Juli 1901  | Eigentum der kkStB, Betrieb durch BHStB                                             | 16,5 km                            |                                    |
| 5.    | Bosnische Ostbahn | Sarajevo – Most na Drini – Uvac                 | 4. Juli 1906   |                                                                                     | 137,6 km                           | 166,5 km                           |
| 5.    | Bosnische Ostbahn | Most na Drini – Višegrad – Dobrun               | 4. Juli 1906   | 28,9 km                                                                             |                                    | 166,5 km                           |
| 5.    | Bosnische Ostbahn | Dobrun – Vardište                               | 1. Aug. 1906   | 28,9 km                                                                             |                                    | 166,5 km                           |
|       | Total Schmalspur |                                                 |                |                                                                                     | 1030,7 km                          | 915,9 km                           |
|       | Die Strecke der normalspurigen k.u.k. Militärbahn Banjaluka–Dobrlin (kukMB) kam erst per per 1. Juli 1915 zu den BHLB. |                                                 |                |                                                                                     |                                    |                                    |

Zudem führte BHStB wie schon zuvor die kkBB den Betrieb der Straßenbahn Sarajevo auf Rechnung der Stadt.

## Fahrbetriebsmittel

### Lokomotiven
1881 wurden acht B+B-Doppellokomotiven IIa2 bei Krauss in Linz beschafft, die 120 Tonnen Anhängelast auf 13,6 ‰ Steigung beförderten. Richard von Helmholtz, Chefkonstrukteur bei der Lokomotivfabrik Krauss, entwickelte zusammen mit Adolf Klose die Baureihe IIIa4 mit Innenzylindern, Klose-Lenkachsen und Klose-Stütztender, die 50 km/h erreichte und eine Leistung von 200 PS entwickelte. Die kkBB und die BHStB beschafften von 1885 bis 1896 34 dieser Dreikupplermaschinen. Die versuchsweise beschaffte Fünfkupplerlokomotive Vb6, ebenfalls mit Klose-Lenkachse und Klose-Stütztender, erfüllte die in sie gesetzten Erwartungen nicht. Daraufhin lieferten Krauss, Weitzer und MÁVAG 45 Stütztender-Verbundlokomotiven der Reihe IIIa5 mit drei Kuppelachsen und Klose-Lenkachsen. Als die Achslast um die Jahrhundertwende von 6 auf 8 Tonnen erhöht wurde, kamen elf weitere verstärkte IIIa5 zur Ablieferung.
Für die Zahnstangenstrecken über den Ivan- und später über den Komarpass lieferte die Lokomotivfabrik Floridsdorf drei Serien von Zahnradlokomotiven. Die im Jahr 1890 unter Mitwirkung von Roman Abt erbauten acht Maschinen der Reihe IIIb4 hatten einen Klose-Stütztender und beförderten auf 60 ‰ Steigung eine Anhängelast von 60 Tonnen mit einer Geschwindigkeit von 8 km/h. Ab 1894 kam eine stärkere Reihe IIIc5 701–721 ebenfalls mit Stütztender, aber mit vergrößertem Kessel und Vorräten in Betrieb, die 80 bis 90 Tonnen auf 60 ‰ beförderte. Die zwei 1906 versuchsweise beschafften Malletlokomotiven der Reihe IIIc5 751–752 mit Schlepptender und 60 Tonnen Dienstgewicht bewährten sich nicht, ab 1911 wurden deshalb weitere Lokomotiven der Reihe IIIc5 geliefert. Bei den BHLB war 1911 die größte Zahl von Zahnradlokomotiven unter allen Bahnen der Welt im Betrieb.
Zur Beschleunigung des Personenverkehres wurden im Jahre 1894 acht 1'B1'-Schlepptenderlokomotiven IIa4 beschafft. Es waren die ersten Verbundmaschinen Bosnien-Herzegowinas zu einer Zeit, als in Österreich kaum 20 Verbundlokomotiven in Betrieb waren. Die Maschinen hatten Innenzylinder mit Außensteuerung und radial einstellbare Laufachsen, wobei die Triebräder der Kuppelachsen ohne Spurkränze waren. Sie erreichten eine Geschwindigkeit von 60 km/h. Ihrer Leistungsfähigkeit war es zu verdanken, dass die Geschwindigkeit bosnischer Schnellzüge derer auf Normalspurbahnen mit ähnlichen Steigungsverhältnissen um nichts nachstand.
In den ersten Jahren des 20. Jahrhunderts überholte der technische Fortschritt die zwar bewährte, aber komplizierte Klose-Konstruktion. Besonders die Entwicklung des Krauss-Helmholtz-Lenkgestells in Verbindung mit seitlich verschiebbaren Kuppelachsen ermöglichte den Bau von mehrfach gekuppelten und zugleich gut bogenläufigen Dampflokomotiven. Die von Krauss in Linz ab 1903 gelieferten D1’-Verbundlokomotiven IVa5 mit zweiachsigem Schlepptender hatten ein Dienstgewicht von 52 Tonnen und eine Leistung von 350 PS. Mit Schmidt-Überhitzer stieg ihre Leistungsfähigkeit auf 400 PS bei den ab 1909 gelieferten Heißdampf-Lokomotiven. Sie beförderten eine Anhängelast von 190 Tonnen auf der 18 ‰ steilen Ostbahn. Die letzten dieser Maschinen wurden 1949 von den Jugoslawischen Staatsbahnen JDŽ nachbeschafft.
Die ab 1907 beschafften 1’C1’-Heißdampflokomotiven der Reihe IIIb5 hatten eine Anhängelast von 160 Tonnen bei einer Geschwindigkeit von 40 km/h auf einer Steigung von 10 ‰ und sorgten mit dieser Leistung für eine weitere deutliche Beschleunigung des Personenverkehrs. Weitere Baureihen wurden für die BHLB nicht mehr beschafft und der Erste Weltkrieg stoppte dann ohnehin jede Entwicklung – es wurden nur mehr unter zunehmend schwierigeren Bedingungen weitere Lokomotiven der Reihen IIIc5 und IVa5 nachgebaut. Nach dem Ersten Weltkrieg wurden teilweise als Reparationsleistung weitere IVa5 und IIIc5 geliefert, als einzige neue Baureihe kamen ab 1930 Lokomotiven der Type IVc6 zum Einsatz – dies geschah allerdings schon unter der Verwaltung der SHS.

#### Tabelle
| Bezeichnung | BHStB-Nr. bis 1895                         | BHStB-Nr. ab 1895 BHLB-Nr. ab 1908 SHS-Nr. ab 1918 | JDŽ-Nr.       | Baujahr    | Hersteller          | Bemerkung                                    | Bild |
| ----------- | ------------------------------------------ | -------------------------------------------------- | ------------- | ---------- | ------------------- | -------------------------------------------- | ---- |
| IIa2        | (von kkBB)                                 | 11 – 23, 25 – 26                                   | 173-001 – 015 | 1881–1883  | Krauss Linz         | tw. eingesetzt als Doppellokomotiven         |      |
| IIa2        | (von kkBB)                                 | 24                                                 | –             | 1881–1883  | Krauss Linz         | tw. eingesetzt als Doppellokomotiven         |      |
| IIa3        | 1 – 3, 11 – 14                             | 51 – 57                                            | 176-001 – 007 | 1885–1889  | Krauss Li+Mü        |                                              |      |
| IIa4        | (Nr. 101 von kkBB)                         | 101 – 108                                          | 178-001 – 006 | 1894–1896  | Krauss Linz         | Verbunddampflok Klose-Lenkachsen             |      |
| IIIa4       | zuerst 4 – 5 dann 31 – 38 (z. T. von kkBB) | 201 – 234                                          | 189-001 – 033 | 1885–1896  | Krauss Linz         | Stütztender Klose-Lenkachsen                 |      |
| IIIb4       | 41 – 48                                    | 601 – 608                                          | 195-001 – 006 | 1890       | Floridsdorf         | Zahnrad                                      |      |
| IIIa5       | –                                          | 301 – 345                                          | 185-001 – 041 | 1900–1901  | Krauss Linz Weitzer | Verbunddampflok Stütztender Klose-Lenkachsen |      |
| IIIa5       | –                                          | 801 – 811                                          | 186-001 – 011 | 1901–1904  | Krauss Linz MÁVAG   | Verbunddampflok Stütztender Klose-Lenkachsen |      |
| IIIb5       | –                                          | 151 – 173                                          | 73-001 – 023  | 1907–1913  | Krauss Linz MÁVAG   | Heißdampf                                    |      |
| IIIc5       | 701 – 721                                  | 701 – 734                                          | 97-001 – 034  | 1894–1915  | Floridsdorf         | Zahnrad                                      |      |
| IIIc5       | –                                          | 735 – 739                                          | 97-035 – 038  | 1919       | Floridsdorf         | Zahnrad                                      |      |
| IIIc5       | –                                          | 751 – 752                                          | 196-001 – 002 | 1906       | Floridsdorf         | Malletlok Zahnrad                            |      |
| IVa4        | –                                          | 401 – 402                                          | –             | 1900       | Krauss Linz         | B'B' n2vt                                    |      |
| IVa4        | –                                          | 403 – 405                                          | –             | 1900–1901  | Krauss Linz         | D n2v                                        |      |
| IVa5        | –                                          | 1001 – 1029                                        | 83-124 – 152  | 1903–1908  | Krauss Linz MÁVAG   | Naßdampf-Verbund                             |      |
| IVa5        | –                                          | 1101 – 1155                                        | 83-069 – 123  | 1909–1919  | Krauss Linz MÁVAG   | Heißdampf                                    |      |
| IVa5        | –                                          | –                                                  | 83-001 – 068  | 1923, 1929 | MÁVAG Jung          | Heißdampf                                    |      |
| IVa5        | –                                          | –                                                  | 83-153 – 182  | 1948–1949  | Đuro Đaković        | Heißdampf                                    |      |
| Vb6         | 61                                         | 501                                                | 191-001       | 1893       | Krauss Linz         | Stütztender Klose-Lenkachsen                 |      |

Die Lokomotiven der 1915 übernommen k.u.k. Militärbahn Banjaluka–Dobrlin sind im Abschnitt Lokomotiven der k.u.k. Militärbahn Banjaluka–Dobrlin des Artikels Bahnstrecke Banja Luka–Sunja aufgelistet.

### Wagen

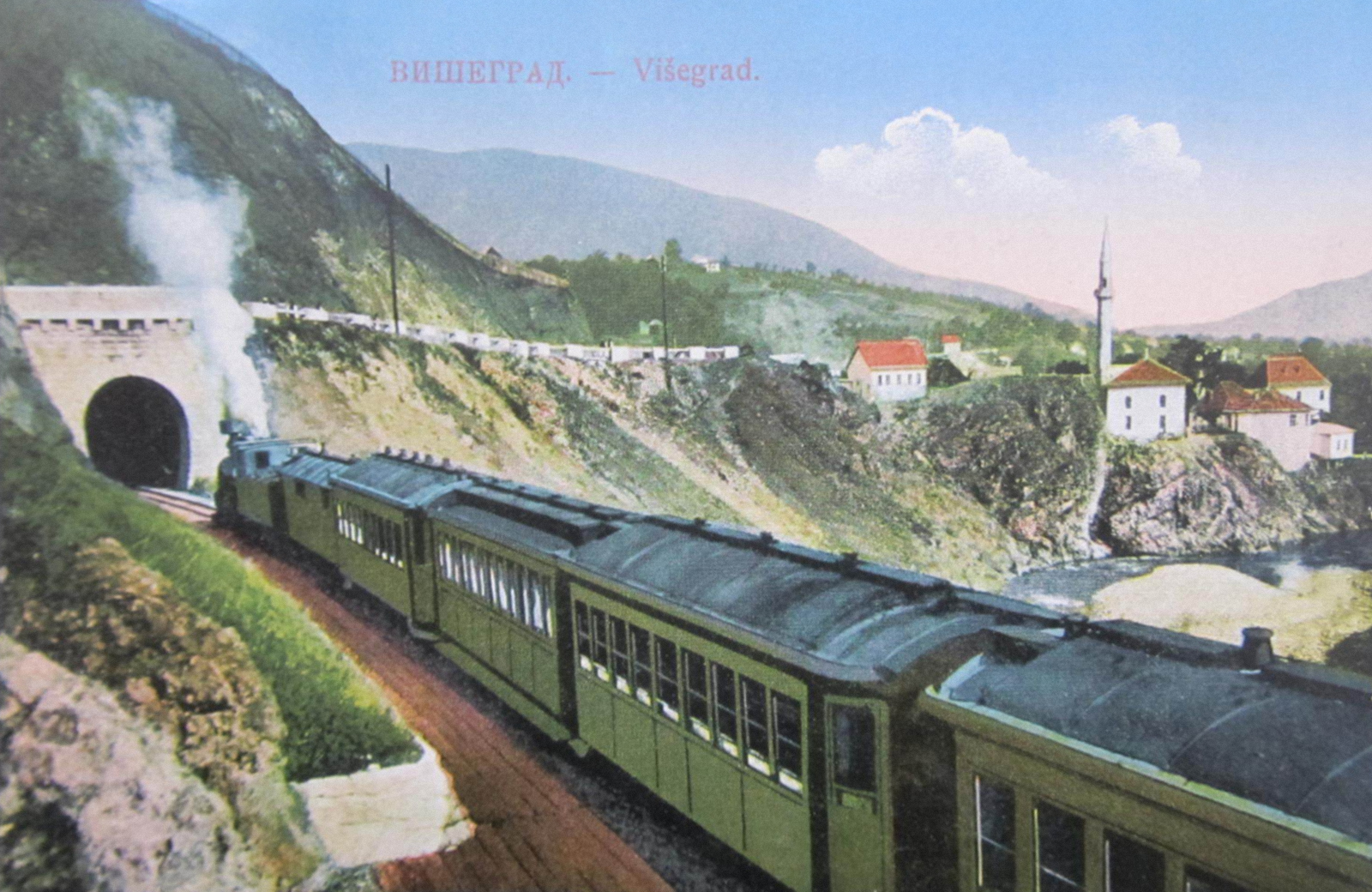
Drei- und vierachsige Personenwaggons

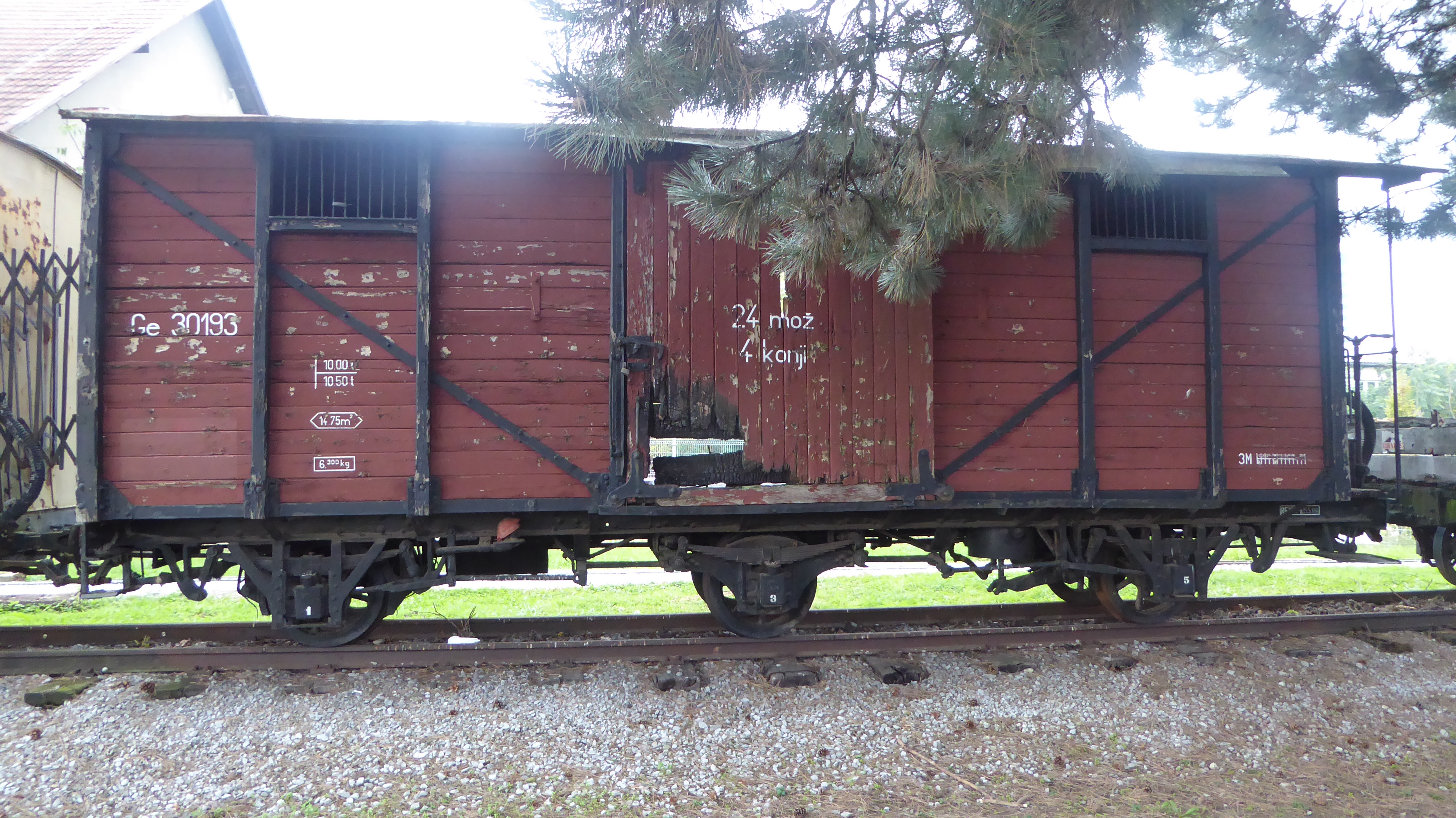
Dreiachsiger Güterwagen mit Klose-Fahrgestell

Bei der Gründung der BHStB wurden Wagen der vorher existierenden k.u.k Bosnabahn sowie der Bosnisch-Herzegowinischen Staatsbahn übernommen. Recht bald wurde der Wagenpark immer mehr erweitert und technisch verbessert, der Anstoß dazu war bereits bei den Vorgängerbahnen erfolgt. Anfangs wurden die Wagen ausschließlich von den Ringhoffer-Werken in Prag geliefert, ab den 1890er Jahren trat an deren Stelle die Grazer Waggonfabrik als Hauptlieferant. Viele Wagenbauarten waren technisches Vorbild für österreichische Schmalspurbahnen, beispielsweise weisen die von Graz und Simmering gebauten Vierachser der Mariazellerbahn identische Dimensionen, Fahrzeugrahmen und Drehgestelle auf.
Die anfänglichen kurzen zweiachsigen Wagen wurden ab den 1885 von dreiachsigen Fahrzeugen mit einer seitenverschiebbaren mittleren Achse nach System Klose abgelöst. Das Fahrgestell dieser Typen mit zwei Mal 2.500 mm Achsstand erwies sich für Personen- wie Güterwagen gleichermaßen geeignet. Ihrerseits wurden die Dreiachser ab 1894 von vierachsigen Drehgestellwagen ergänzt. Gleichzeitig wuchsen die Wagenmaße von anfänglich ca. fünf Metern Länge über Puffer bei den Personenwagen auf bis zu 13.200 mm bei den größten vierachsigen Waggons. Waren es zu Anfangs noch von außen zugängliche Coupéwagen (aufgrund der muslimischen Bevölkerung sogar mit getrennten Abteilen für Männer und Frauen), so wurden ab den 1890er Jahren ausschließlich Durchgangswagen (Abteil- und Großraumwagen) mit geschlossenen Plattformen gebaut.
1910 wurden bei Schnellzügen Durchgangswagen aller vier Wagenklassen mit einheitlichen Dimensionen von 12,4 Metern Länge und 2,2 Metern Breite eingesetzt. Bereits 1894 wurden bei Schnellzügen zudem Schlafwagen eingeführt. Diese luxuriös ausgestatteten, vierachsigen Waggons I. Klasse vom Typ Aa wiesen bei einer Länge von 11.900 mm (spätere Exemplare mit geschlossenen Plattformen waren sogar 13.200 mm lang) insgesamt 20 nachts in Betten umwandelbare Sitzplätze auf. An den Wagenenden gab es je ein WC mit Waschgelegenheit. Später kamen auch Schlafwagen für die II. Klasse hinzu. Ab der Jahrhundertwende kamen auch Speisewagen auf dem Netz der BHStB zum Einsatz, etwas bei Schmalspurbahnen nicht alltägliches. 
Für hohe Besuche hielten die BHStB eine Anzahl von luxuriös ausgestatteten Salonwagen vor, deren Prunkstück der 1910 angeschaffte Hofsalonwagen für den Besuch Kaiser Franz Josefs war. Diesen benützte auch Erzherzog Franz Ferdinand im Juni 1914 auf seiner letzten Reise. Bereits 1888 wurde ein erster Salonwagen für den Besuch Kronprinz Rudolfs in Bosnien bei Ringhoffer beschafft. Für touristische Zwecke waren ferner drei- und vierachsige Salonwagen mit Panoramafenster am Zugschluss vorhanden.
Im Jahr 1910 waren insgesamt 351 Personen- und 3.480 Güterwagen bei den BHStB im Einsatz. Neben den üblichen offenen und geschlossenen Güterwagen war eine große Anzahl an Spezialwagen wie Bierwaggons, Kesselwagen, Viehwaggons, Kohlewagen und Erzwaggons.
Die meisten drei- und vierachsigen Waggons wurden nach der Übernahme durch den SHS-Staat weiterverwendet, so dass es auch heute noch einige erhaltene Fahrzeuge gibt. Die Personenwaggons erhielten ab den 1930er Jahren einheitliche neue Wagenkästen.

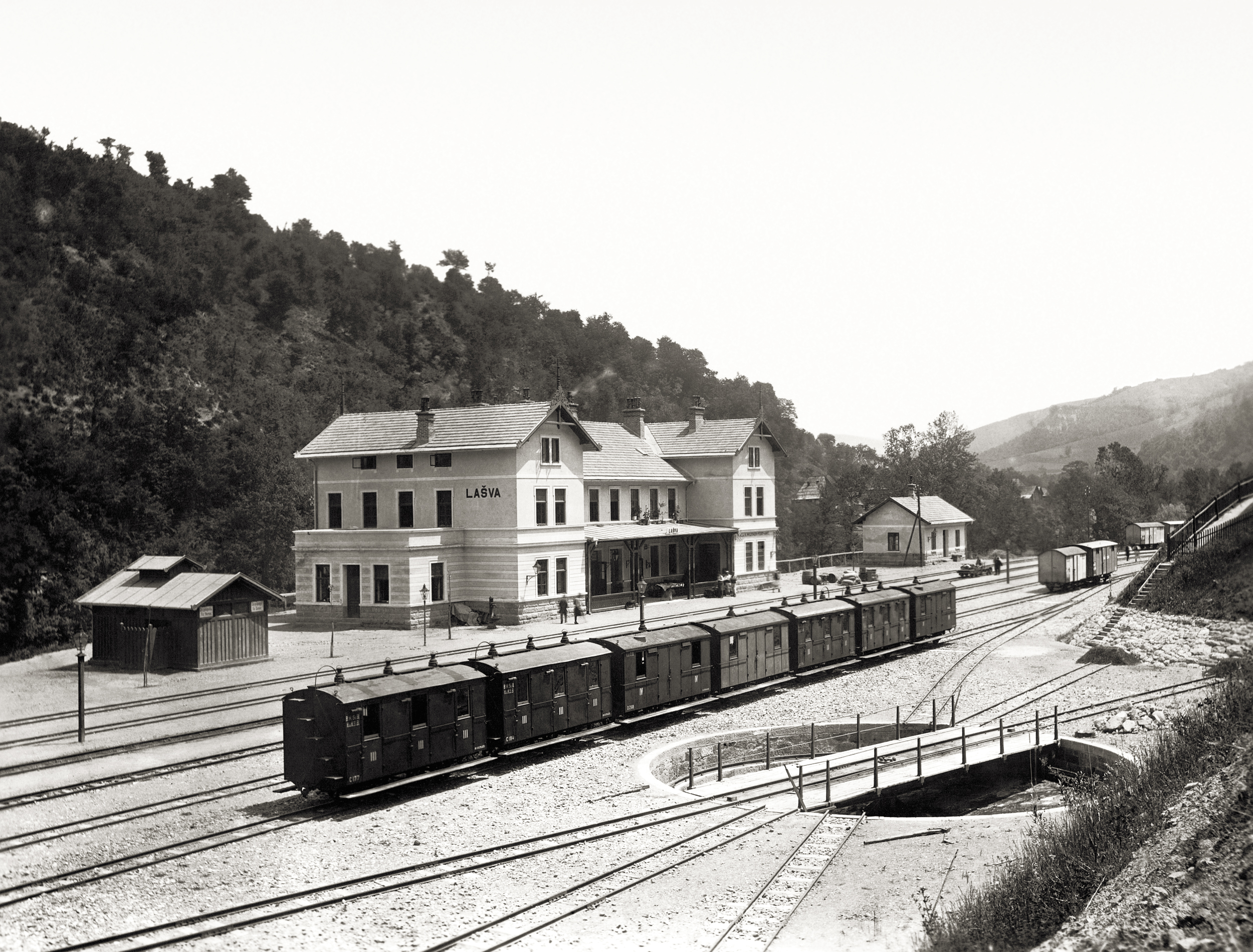
Zweiachsige Abteilwagen aus der Frühzeit der BHStB (1900)
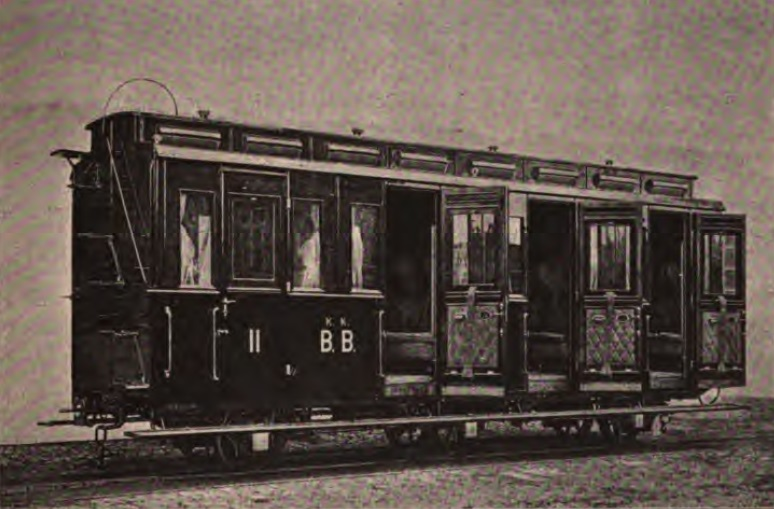
Dreichachsiger Abteilwagen 2. Klasse
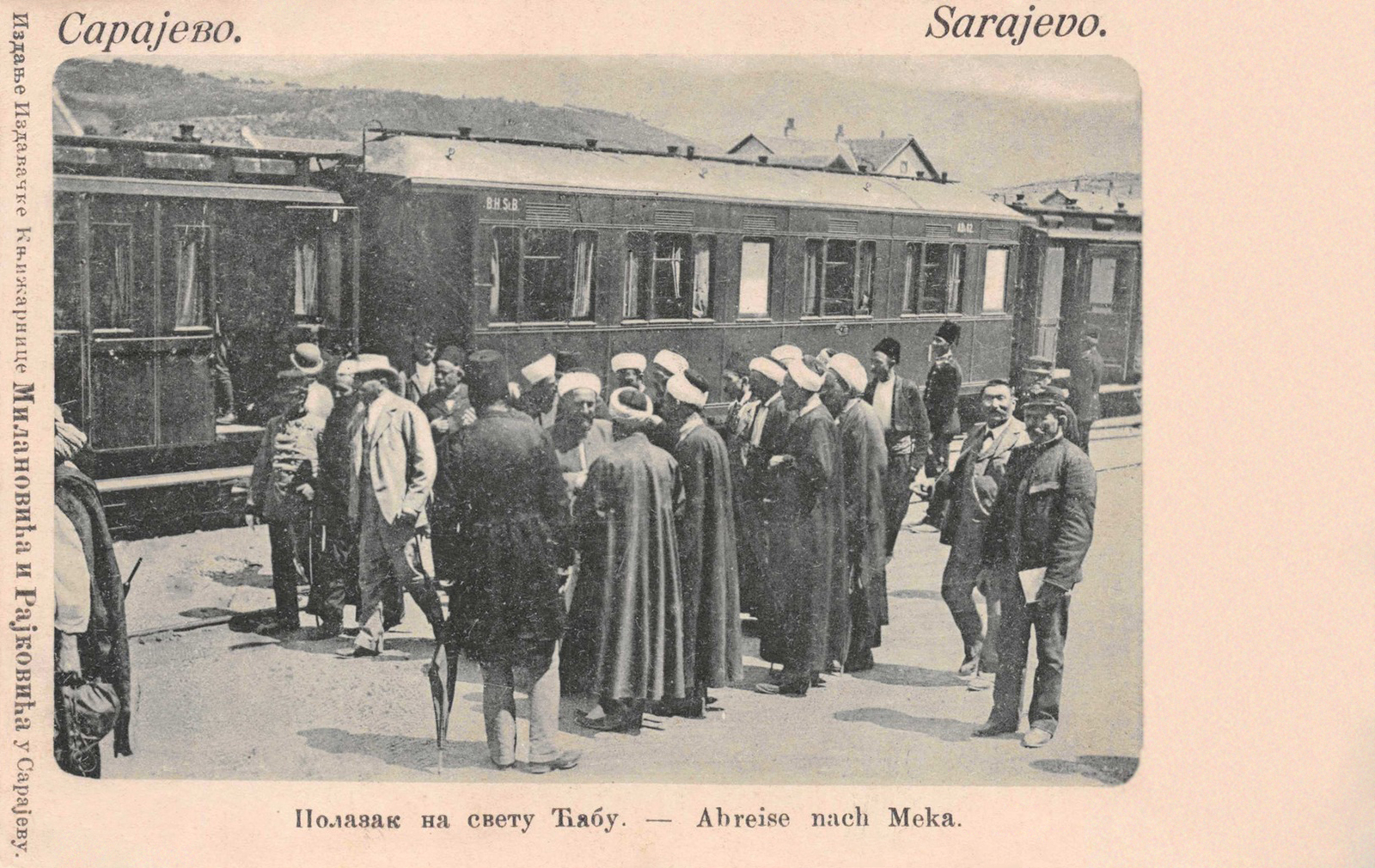
Zweiachsige Coupé- und vierachsige Durchgangswagen
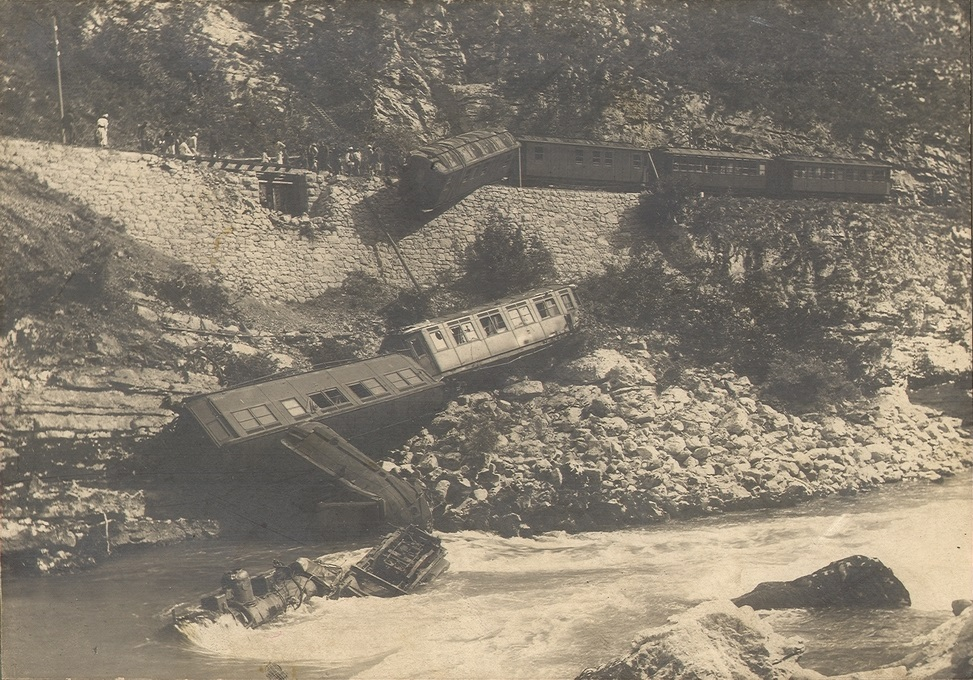
Beim Unfall am 22. Juni 1913 auf der Narentabahn stürzten mehrere vierachsige Durchgangswagen I./II. Klasse ab
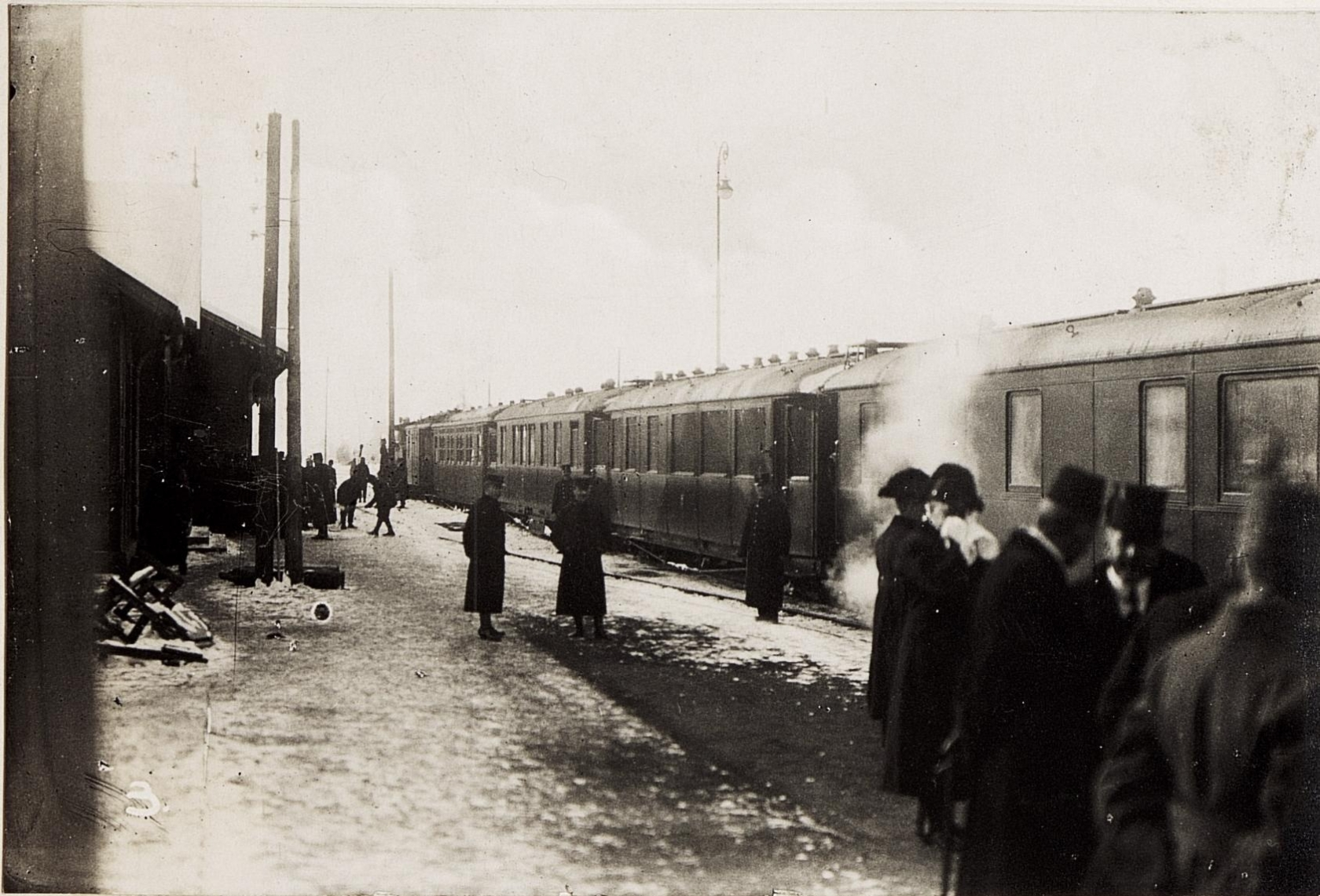
Salon- und Speisewagen im Hofzug der BHStB (1917)
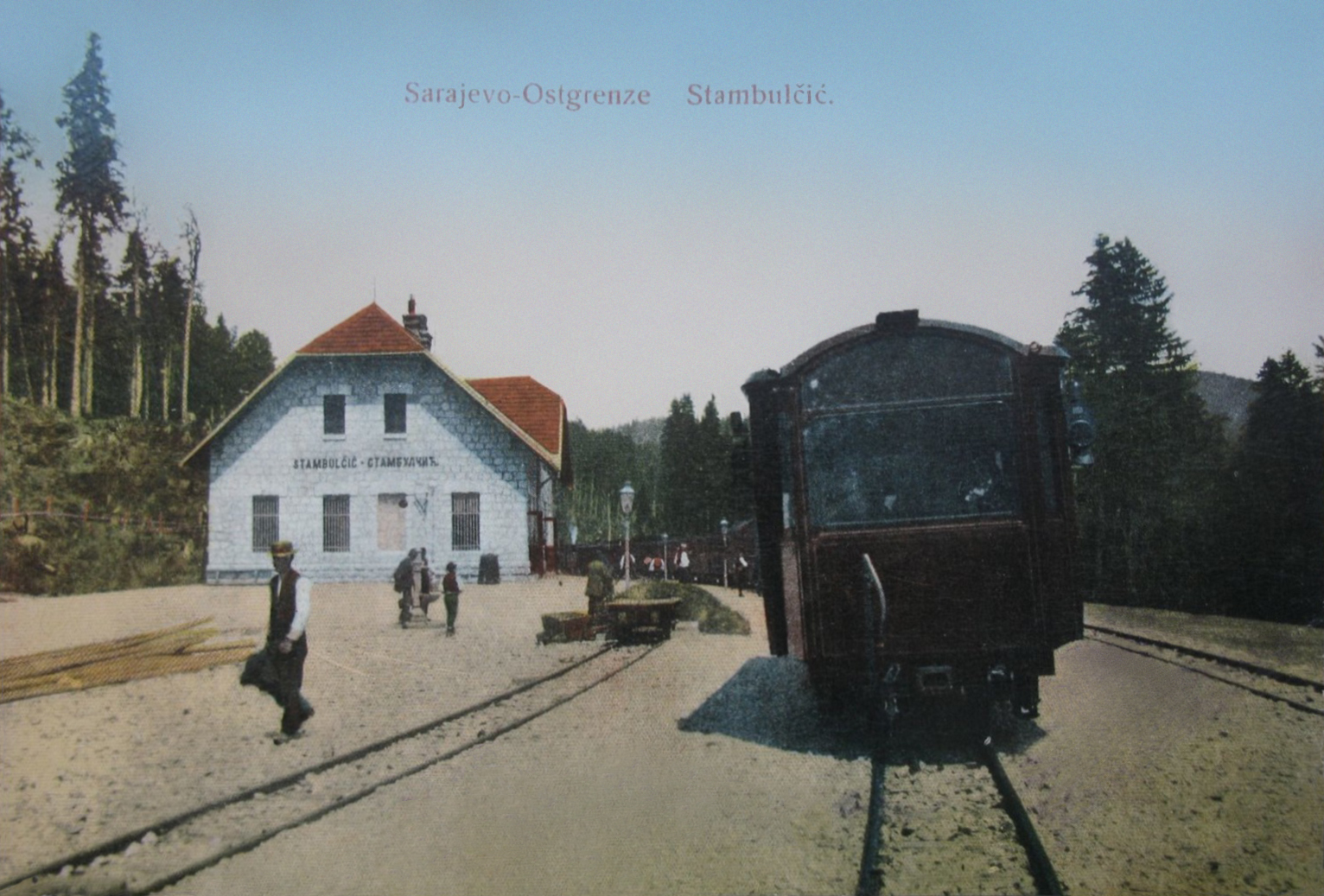
Salonwagen mit Panoramafenster am Zugschluss (1906)
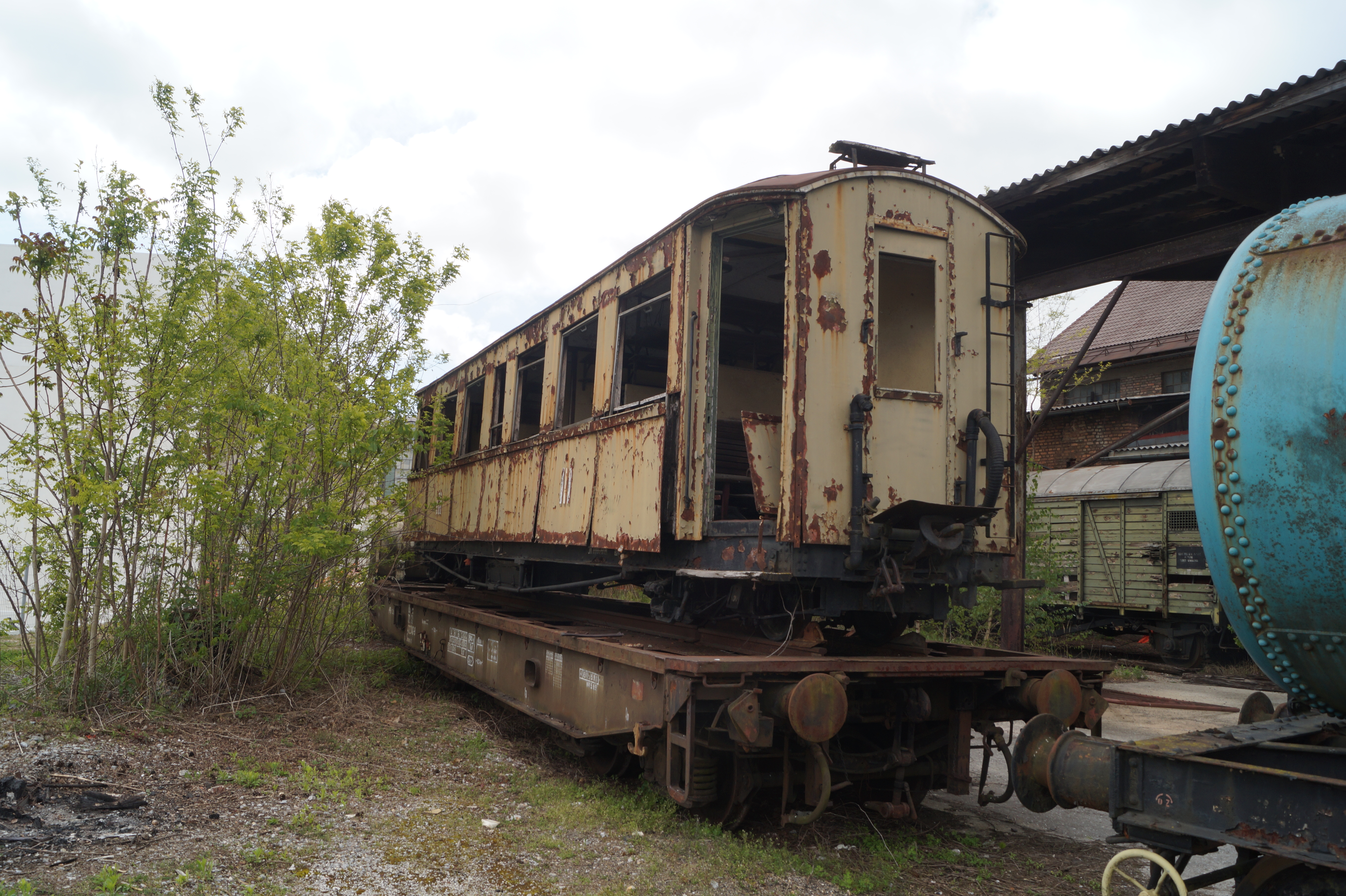
Ehemaliger bosnischer Vierachser im Eisenbahnmuseum Ljubljana
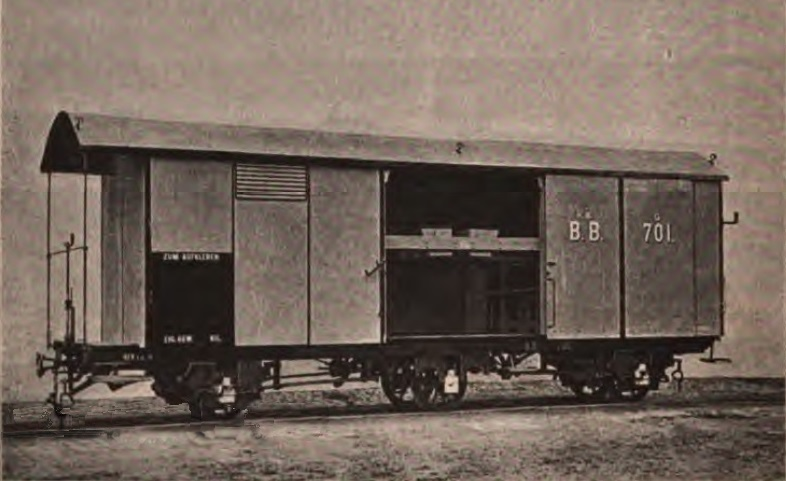
Dreiachsiger gedeckter Güterwagen
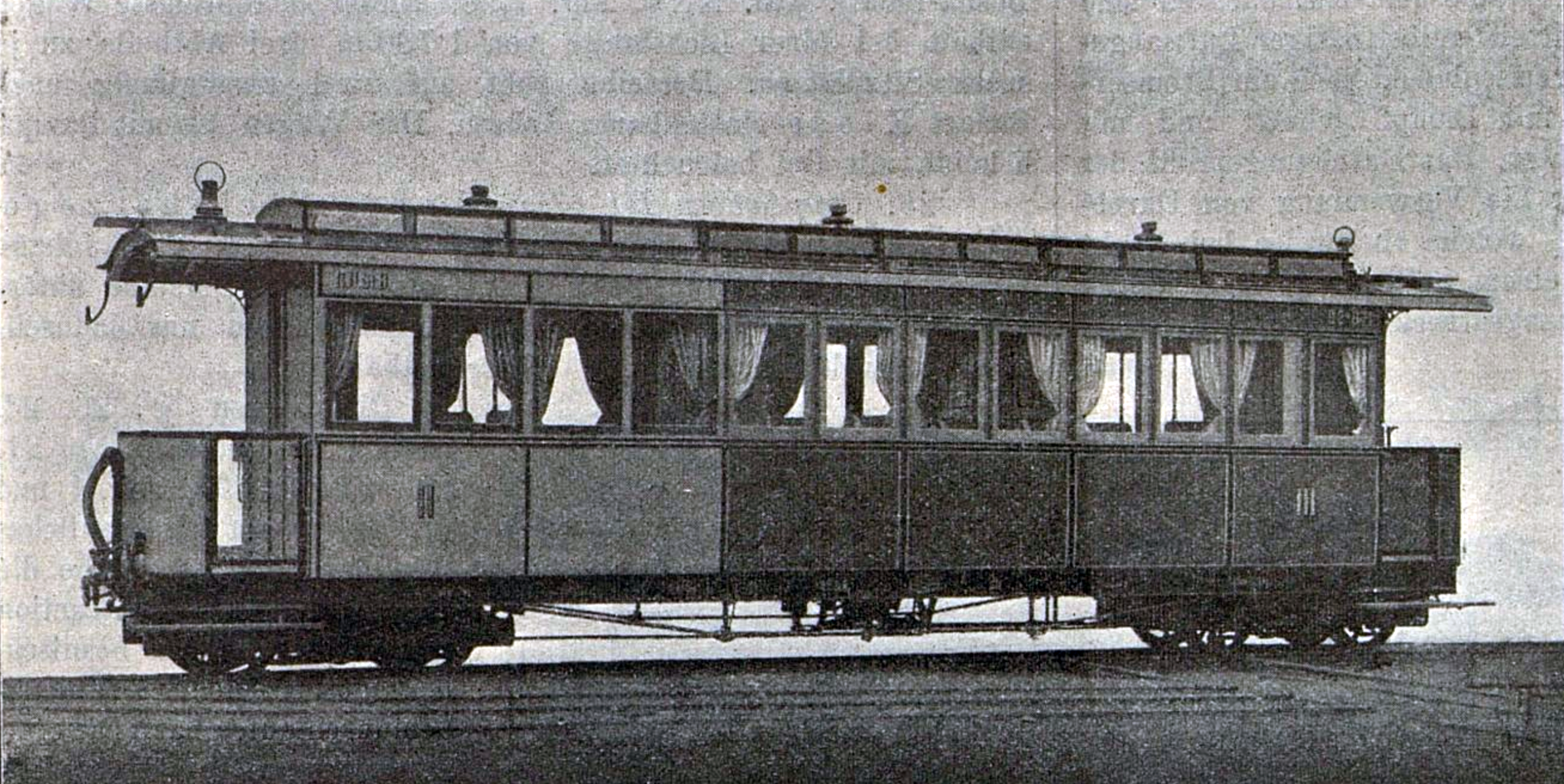
Vierachsiger Lokalzugwagen II./III. Klasse (1897)